# Abbazia di Saint-Pierre de Brantôme
L'abbazia di Saint-Pierre de Brantôme, situata a Brantôme, nel dipartimento della Dordogna, è un'antica abbazia benedettina fondata nel 769 da Carlo Magno nella diocesi di Périgueux. Fu soppressa durante la rivoluzione francese. Ai nostri giorni rimangono la chiesa abbaziale (XI e XIII secolo), una parte del chiostro (XIV secolo) e degli edifici conventuali (XVIII secolo), che ospitano due musei municipali e la sede del municipio di Brantôme.

## Monumento storico
La chiesa abbaziale è classificata come Monumento storico di Francia dal 1840, il padiglione detto "corpo di guardia" (o "padiglione Rinascimento") e la torre dipendente dall'antica abbazia lo sono stati decretati il 2 marzo 1891, il ponte curvo e tre repositori risalenti al Rinascimento e siti nell'antica abbazia lo furono dichiarati il 13 gennaio 1912, il chiostro del XIV secolo, le sale del pianterreno che danno sul chiostro, le facciate e le coperture, le carpenterie e la scala interna all'edificio monastico del XVII secolo, furono classificati solo nel 1957.
La "fontana Medici" fu classificata nel 1931. Le grotte dell'abbazia così come il giardino e il mulino (divenuto un ristorante) furono classificati dopo il 1957.

## Storia
L'abbazia di Brantôme è stata costruita in un luogo eccezionale, ai piedi di una falesia a mezzaluna sormontata da uno schermo boscoso, sulla riva di un fiume, la Dronne, che circonda la città medievale e la protegge dai venti.
Nell'VIII secolo, i monaci sono dunque vissuti come trogloditi, con la falesia che forniva riparo e materia prima di qualità per la costruzione dell'abbazia. La tradizione vuole che sia stato Carlomagno a consacrarla depositandovi le reliquie di un bambino martire, uno dei Santi innocenti, san Sicario. Due pannelli di legno dorato nel coro della chiesa, datati al XVII secolo, illustrano la donazione e il massacro.
L'abate di Brantôme era presente al Concilio di Aix-la-Chapelle dell'817, convocato da Carlomagno per riformare la vita monastica del suo impero. Di questo primo monastero non rimane nulla, nemmeno del sito esatto della sua costruzione. Saccheggiata due volte dai Normanni, la prima abbazia fu in effetti distrutta dai Vichinghi nell'848 e nell'857.
Verso l'anno 900, Bernardo, conte del Périgord, restituisce alla loro destinazione i beni dell'abbazia di Brantôme, che aveva ereditato da suo padre. I monaci ricostruirono poco a poco un nuovo monastero. L'abbazia ritrovò una certa prosperità a partire dal X secolo. È questa l'epoca della costruzione del campanile a gabbia di stile romanico-limosino (XI secolo).
Grimoaldo, abate di Brantôme, fu nominato vescovo d’Angoulême nel 991. Egli conservò il titolo abbaziale di Brantôme, il che gli permise di costruire la nuova Cattedrale di San Pietro ad Angoulême, consacrata nel 1017, in parte grazie anche alle entrate provenienti dall'abbazia.
Nel corso di questo primo secolo del nuovo millennio, la disciplina monastica a Brantôme si era un po' rilassata. Elia, conte del Périgord, cedette i suoi diritti su Brantôme all'abate dell'abbazia di Chaise-Dieu nel 1080. Questo mutamento portò alla riforma della comunità, esso la liberò dal potere laico e diede un nuovo sviluppo all'abbazia che proseguirà nei secoli XII e XIII. La città prosperò, divenne una tappa per i pellegrini diretti a Santiago di Compostela. In parte distrutti a causa delle guerre anglo-francesi, gli edifici religiosi furono ricostruiti nel rinascimento.
La guerra dei cento anni causò i maggiori danni a Brantôme. Devastata dalle truppe di Raimondo II di Montaut, signore di Mussidan nel 1382, l'abbazia di Brantôme fu restaurata prima di essere trasformata dagli inglesi in una specie di castello nel 1480. La chiesa abbaziale, distrutta, non fu ricostruita che nel 1465 e il chiostro nel 1480.
Nel 1501, allorché la comunità non contava che tredici religiosi, l'elezione dell'abate creò divisioni interne che portarono alla nomina di due abati. La crisi, che durò tre anni, ebbe termine con la cessione dell'abbaziato al cardinale d’Albret, primo abate commendatario dell'abbazia. Alla morte di quest'ultimo nel 1520, scoppiarono nuovi disordini e cinque pretendenti si disputarono la carica per diciotto anni. Infine, nel 1538, Pierre de Mareuil, vescovo di Lavaur, fu riconosciuto come abate e si sforzò di ristabilire la vita monastica e la pace nella sua abbazia. Egli annesse Brantôme alla congregazione dell'abbazia di Saint-Pierre de Chezal-Benoît. L'incorporazione fu completata nel 1559 e cinque anni dopo la comunità contava 37 religiosi. Anche in questa congregazione l'abbazia aveva i suoi abati commendatari. Il più illustre di essi fu lo storico Pierre de Bourdeille, detto "Brantôme", (abate dal 1558 al 1614). Il suo abbaziato salvò l'abbazia durante le guerre di religione francesi. Per due volte i protestanti giunsero al monastero che aprì loro le porte. Essi rispettarono l'abbazia, che allora era ricca e prospera.
Nel 1636 la congregazione di Chezal-Benoît si unì alla Congregazione di San Mauro. Brantôme fut ra le prime ad accettare questa incorporazione. A quella data l'abbazia si trovava in una situazione moralmente e material mente deplorevole. I Mauristi restaurarono o ricostruirono gli edifici. Nel 1768 Brantôme non contava più che otto religiosi. L'abbazia fu soppressa dalla rivoluzione.

### Elenco degli abati dal 900 al 1792
- 900-940 : Antide
- 940-990 : Martin
- 990-99? : Audouin
- 99?-1034 : Grimoard de Mussidan
- 1034-1060 : Bernard I
- 1060-1076 : Amblard
- 1076-10?? :Guillaume I
- 10??-1124 : Robert
- 1124-1142 : Aumare
- 1142-1149 : Raymond
- 1149-1180 : Guillaume II
- 1180-1190 : Eudes
- 1190-1217 : Guillaume III
- 1217-1236 : Bernard II
- 1236-1248 : Guillaume IV
- 1248-1274 : Nicolas
- 1274-1280 : Pierre Ier
- 1280-1307 : Bernard III de Maumont
- 1307-1313 : Hugues de Milhet
- 1313-1324 : Pierre II de Reilhac
- 1324-1326 : Aimeric Ier de Borne
- 1326-1335 : Seguin de Fayolle
- 1336-1352 : Aimeric II de Murat
- 1353-1371 : Hélie de Campuhac
- 1371-1404 : Pierre III de Foucault
- 1404-1405 : Pierre IV du Puy-Astier
- 1405-1444 : Guy de Broilhac
- 1444-1446 : Arnaud Ier de Petit
- 1446-1465 : Jean de Bernage
- 1465-1499 : Pierre V de Piédieu de Saint-Symphorien
- 1499-1501 : Antoine Ier de Piédieu de Saint-Symphorien
- 1501-1505 : Pierre VI de Saudalesses
- 1505-1520 : Amanieu d'Albret
- 1520-1538 : Pierre VII Saunier de La Roche
- 1538-1556 : Pierre VIII de Mareuil
- 1556-1614 : Pierre IX (abate confidenziario: Pierre X Petit 1583-1614)
- 1614-1642 : Henri Ier de Bourdeille (abati confidenziari: Pierre X Petit 1614-1622, Arnaud II Barbut 1622-1633, Henri II Fauchere 1633-1642)
- 1642-1662 : Claude de Bourdeille (abate confidenziario: Henri II Fauchere 1642-1648)
- 1662-1684 : Antoine II Armand Guérin
- 1684-1717 : François-Louis Le Prestre de Vauban
- 1717-1758 : Prix Hay
- 1758-1792 : Louis-Augustin Bertin

Fonte: Dictionnaire d'histoire et de géographie ecclésiastique

## Architettura

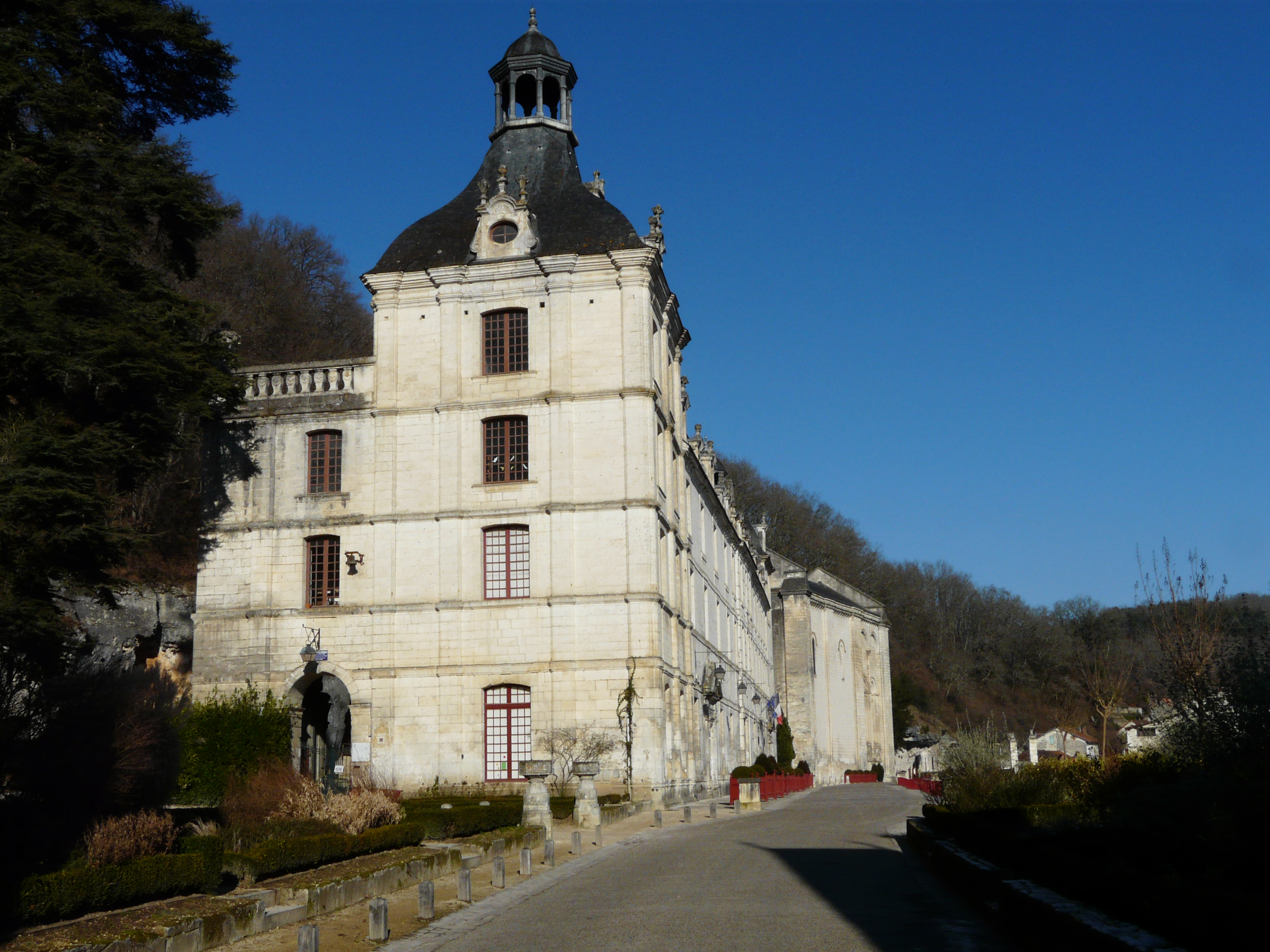
Il padiglione all'angolo sud degli edifici conventuali

Da un punto di vista architettonico quella di Brantôme è un'abbazia romanica. Tuttavia la volta della chiesa, ricostruita nel XV secolo, è gotica.
Il campanile della chiesa abbaziale (XI secolo) è certamente il più antico campanile di Francia. Esso ha inoltre la particolarità di essere costruito non sulla chiesa ma sullo strapiombo roccioso di 12 metri di altezza che la domina. La sua architettura a quattro piani è quanto meno stupefacente.
Bisogna evidenziare la particolarità dell'abbazia del XII secolo, una parte della quale è costruita nella falesia. In una decina di grotte sistemate nella falesia c'erano il calidario e la lavanderia dei monaci, il mulino abbaziale, la piccionaia trogloditica. La "fontana della roccia", dedicata a san Sicario è sempre venerata per le sue virtù sulla fecondità.
La "grotta del Giudizio Universale", sistemata nel XV secolo, inondata di un'atmosfera misteriosa, decorata da un enigmatico Trionfo della morte e da una Crocifissione d'ispirazione italiana, testimonia la spiritualità che ha animato per un millennio la comunità dei monaci di Brantôme.
Nel 1850, lo stato francese ordinò al pittore perigordino Jacques-Émile Lafon un dipinto murale per la Cappella della Vergine.
Nel corso dei secoli l'abbazia è stata rimaneggiata e ricostruita più volte. La chiesa fu ricostruita nel XII secolo, poi rimaneggiata un secolo dopo. Fu ricostruita ancora una volta dopo la guerra dei cento anni nel XV secolo. A quell'epoca, tra il 1465 e il 1539 fu ricostruito anche il chiostro. Poi la chiesa abbaziale subì una profonda ristrutturazione da parte dell'architetto Paul Abadie, uno degli allievi di Eugène Viollet-le-Duc a partire dal 1850. Nel 1858 l'architetto soppresse tre delle gallerie del chiostro.
Gli edifici convenzionali che fiancheggiano il chiostro furono rimaneggiati nel XVII secolo dall'abate le Prestre, un parente di Sébastien Le Prestre de Vauban. A quell'epoca risale le scala in pietra detta di Vauban, una scala in pietra ad aggetto e che serviva la parte dell'abbazia che accoglieva ospiti e pellegrini, e vi era anche l'infermeria. Il castello abbaziale, in rovina, scomparve nel 1744 e al suo posto l'edificio esistente è stato prolungato per prendere l'aspetto di oggi.

### Immagini della chiesa

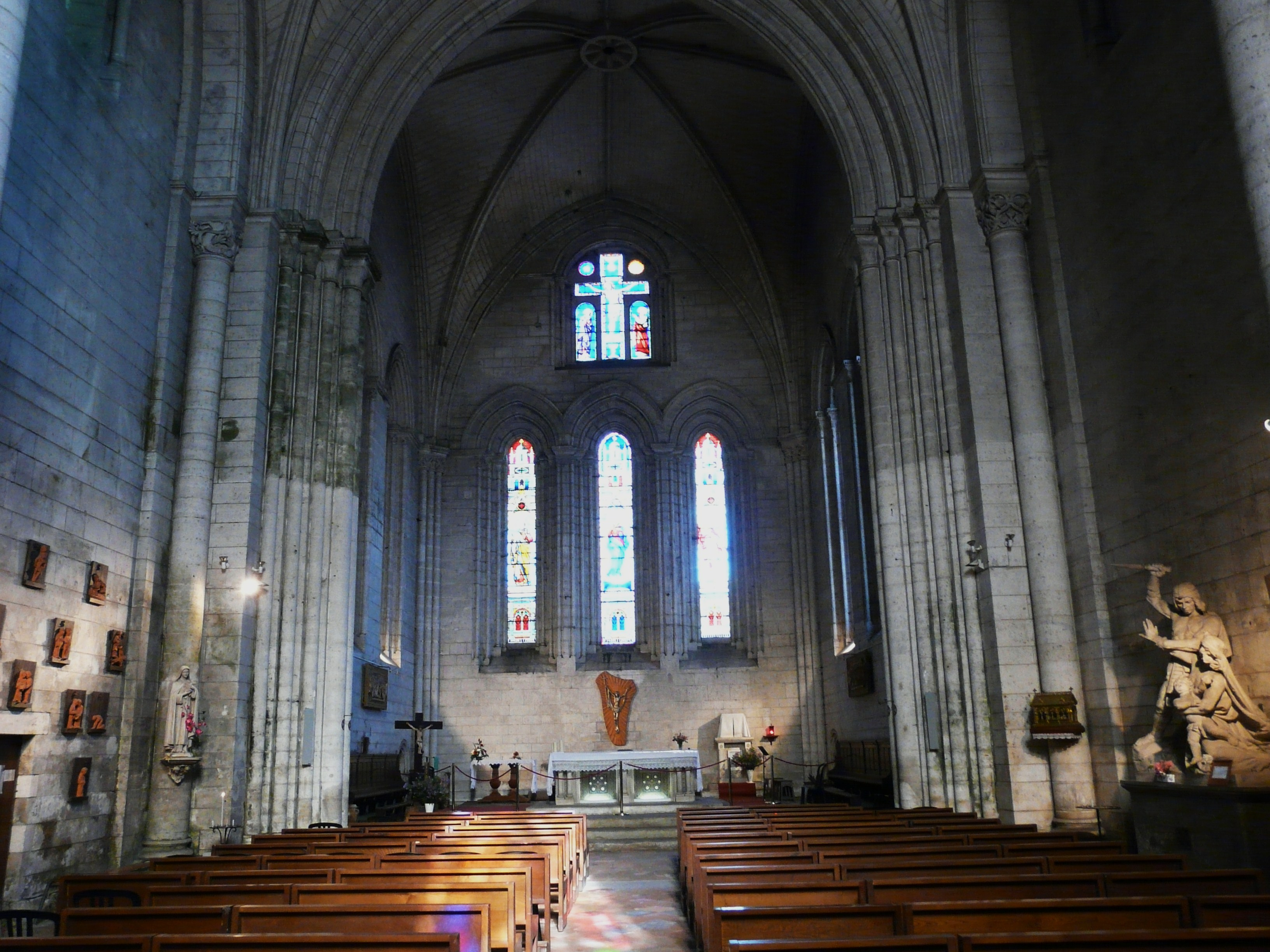
La navata e il coro della chiesa abbaziale
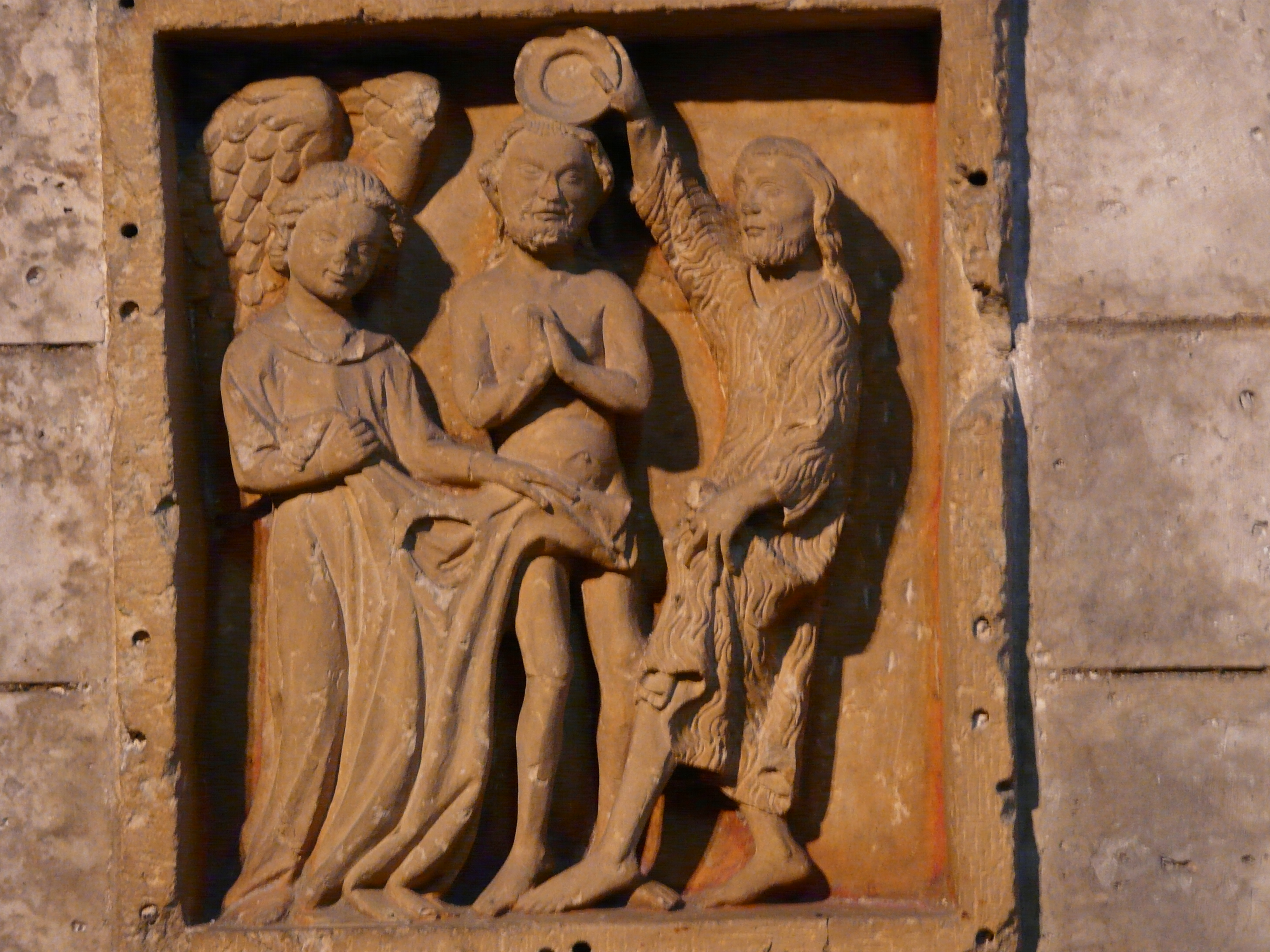
Bassorilievo del XIV secolo (Il battesimo di Cristo)
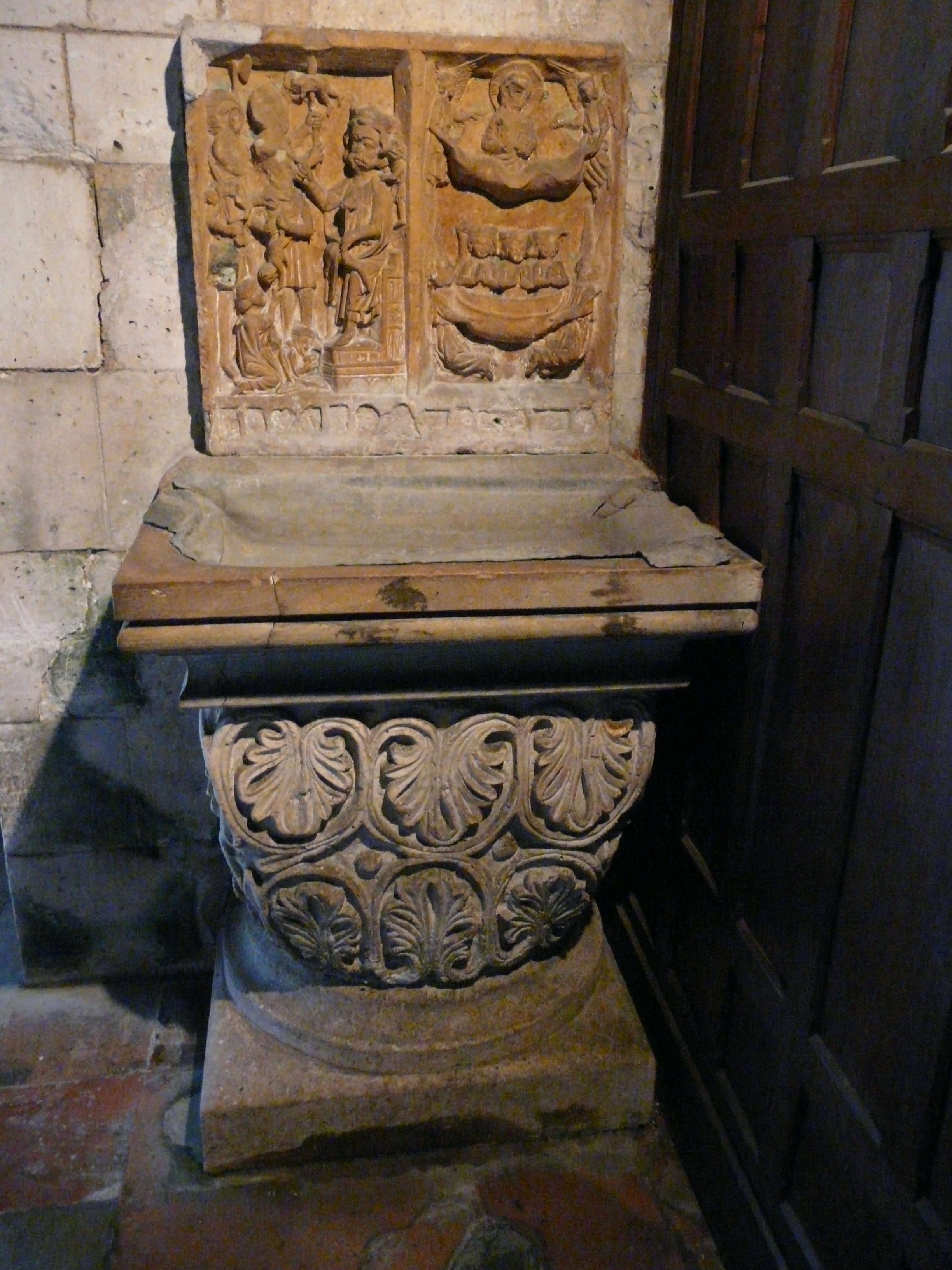
Acquasantiera surmontata da un distico del XII secolo
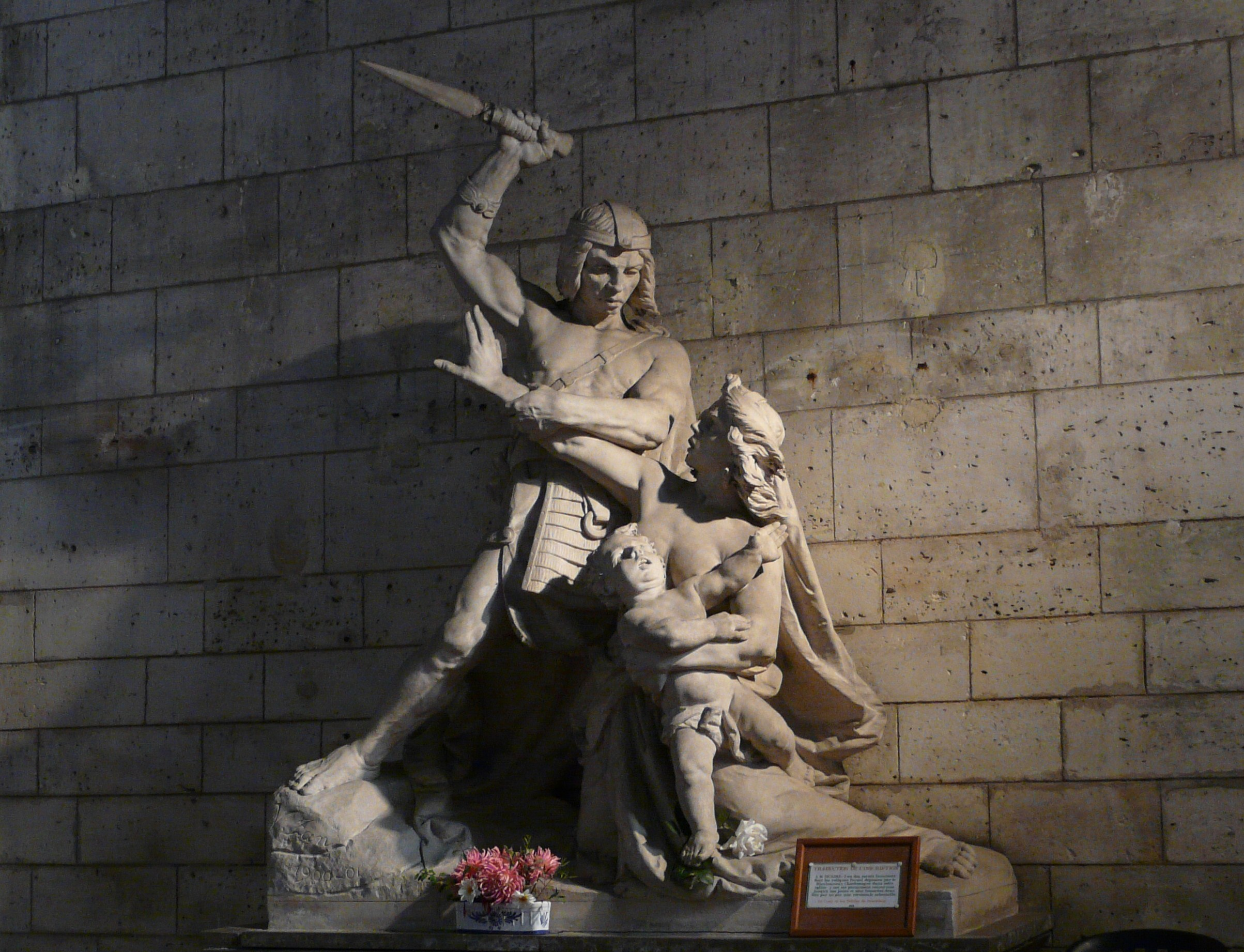
Scultura rappresentante la strage degli innocenti
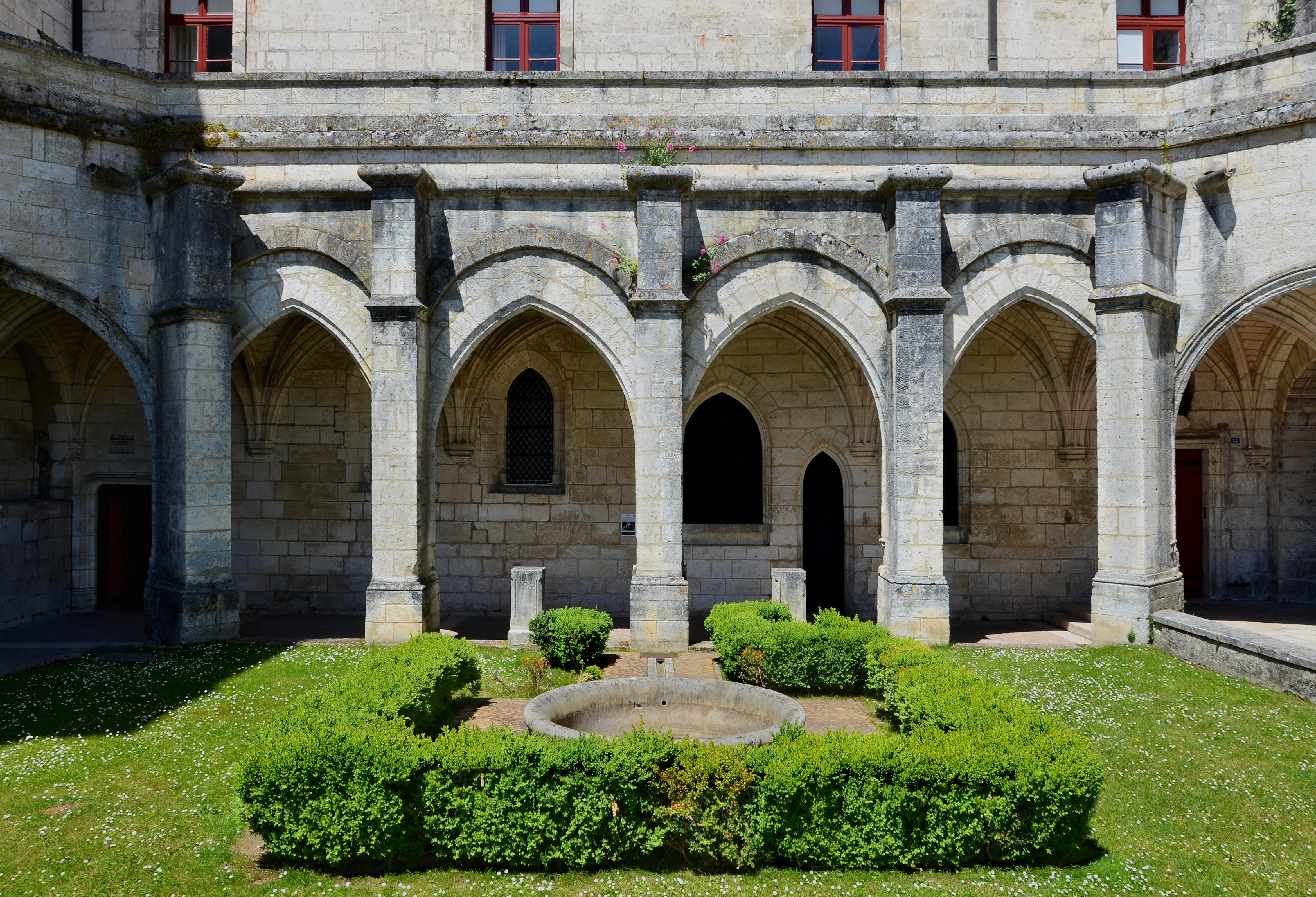
Resti del chiostro
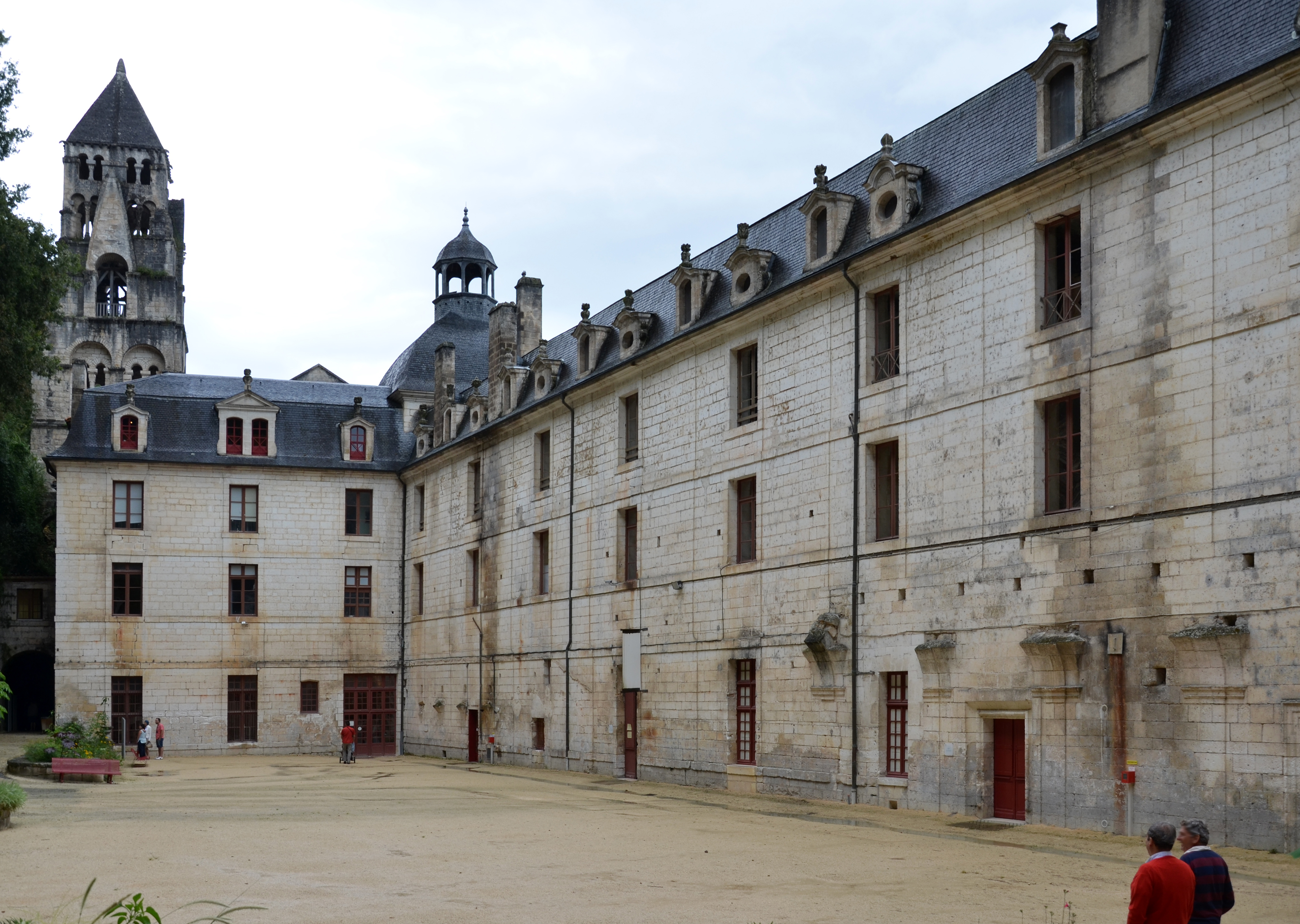
Corte interna agli edifici conventuali che ospitano oggi il Museo Fernand Desmoulin e alcune sale d'esposizione
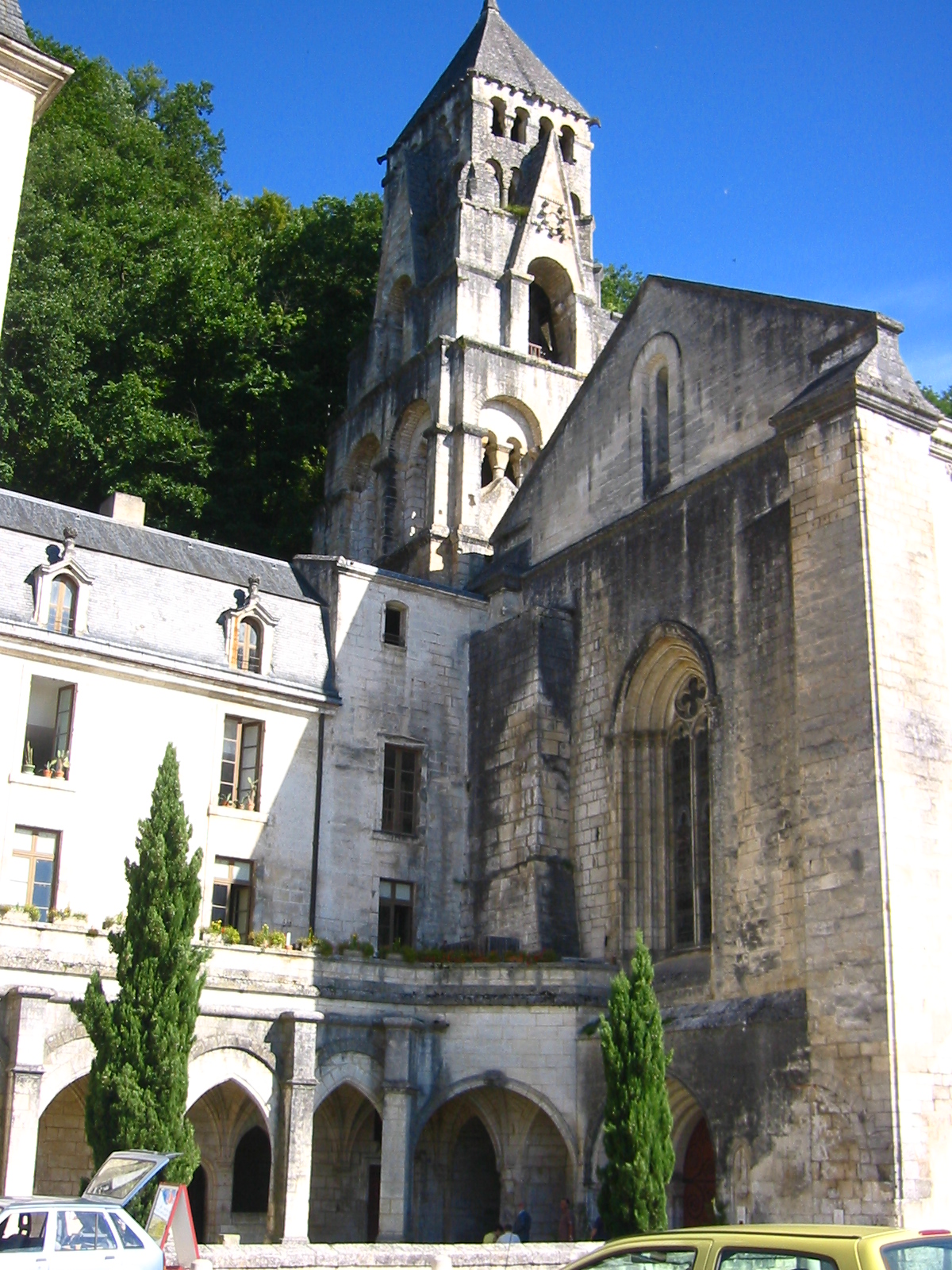
Il campanile che sovrasta l'abbazia e la chiesa
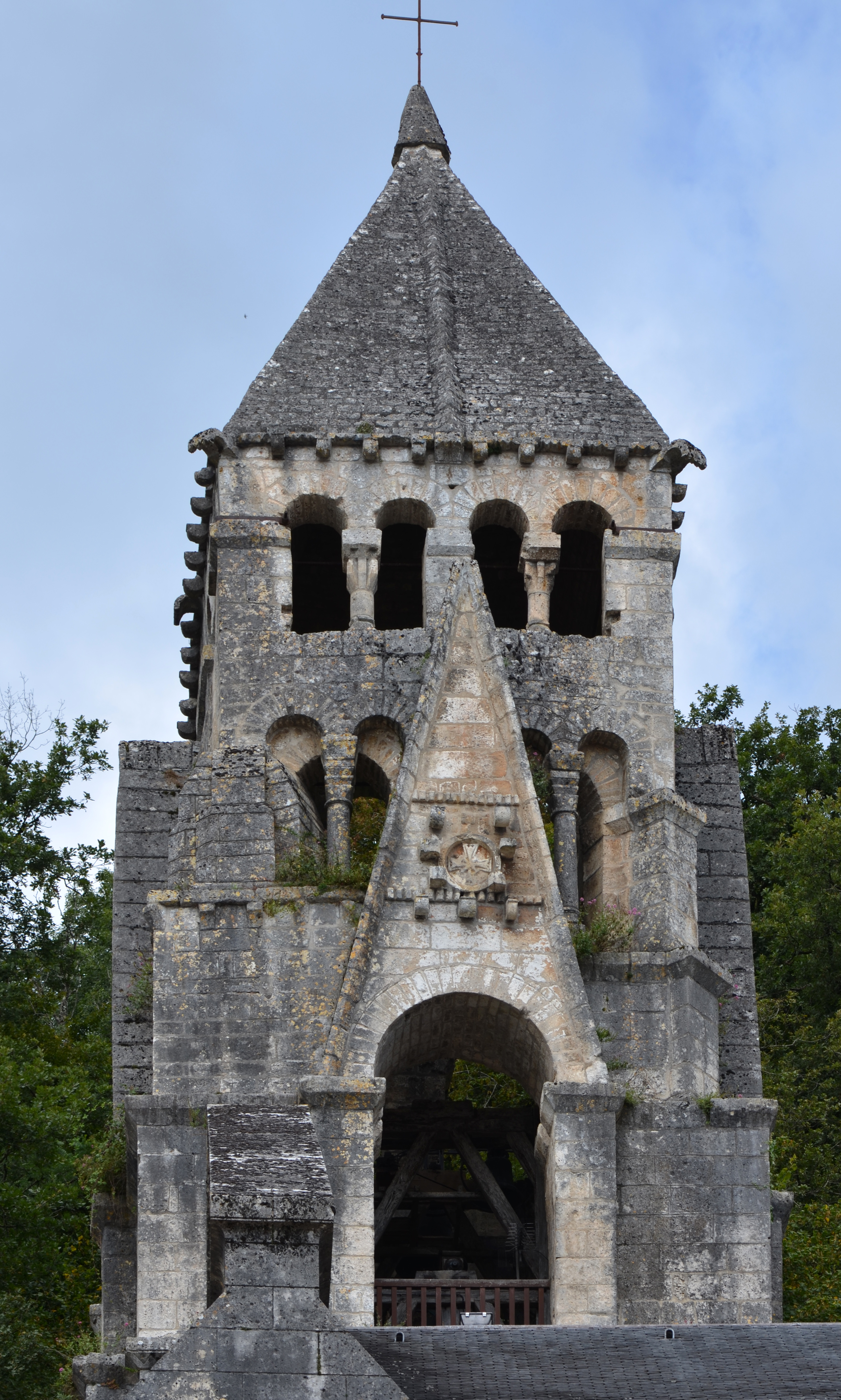
Il campanile dell'abbazia

### Le ristrutturazioni esterne dell'Abbazia

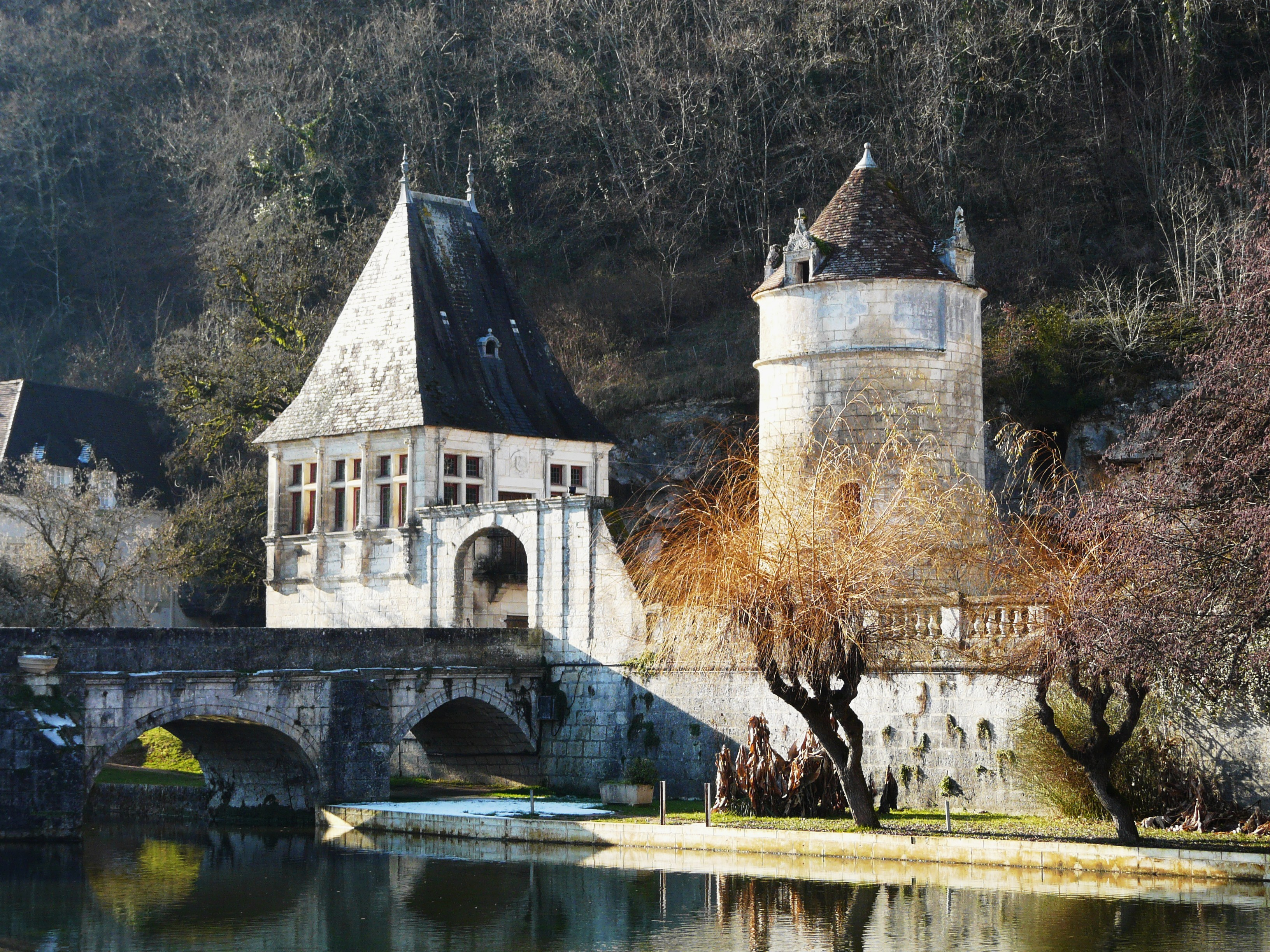
Il padiglione rinascimentale e la torre rotonda
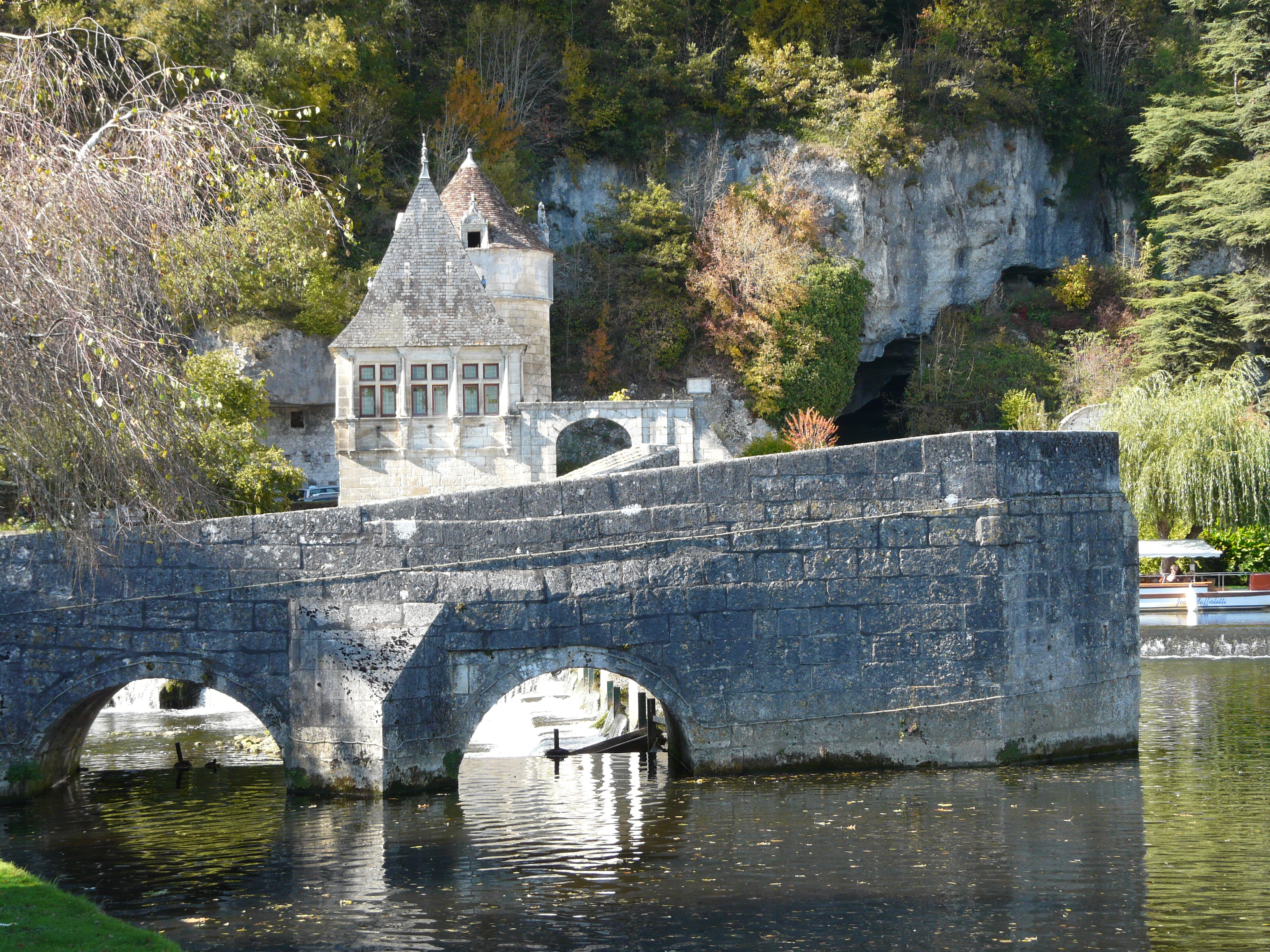
Il ponte curvo davanti al padiglione rinascimentale
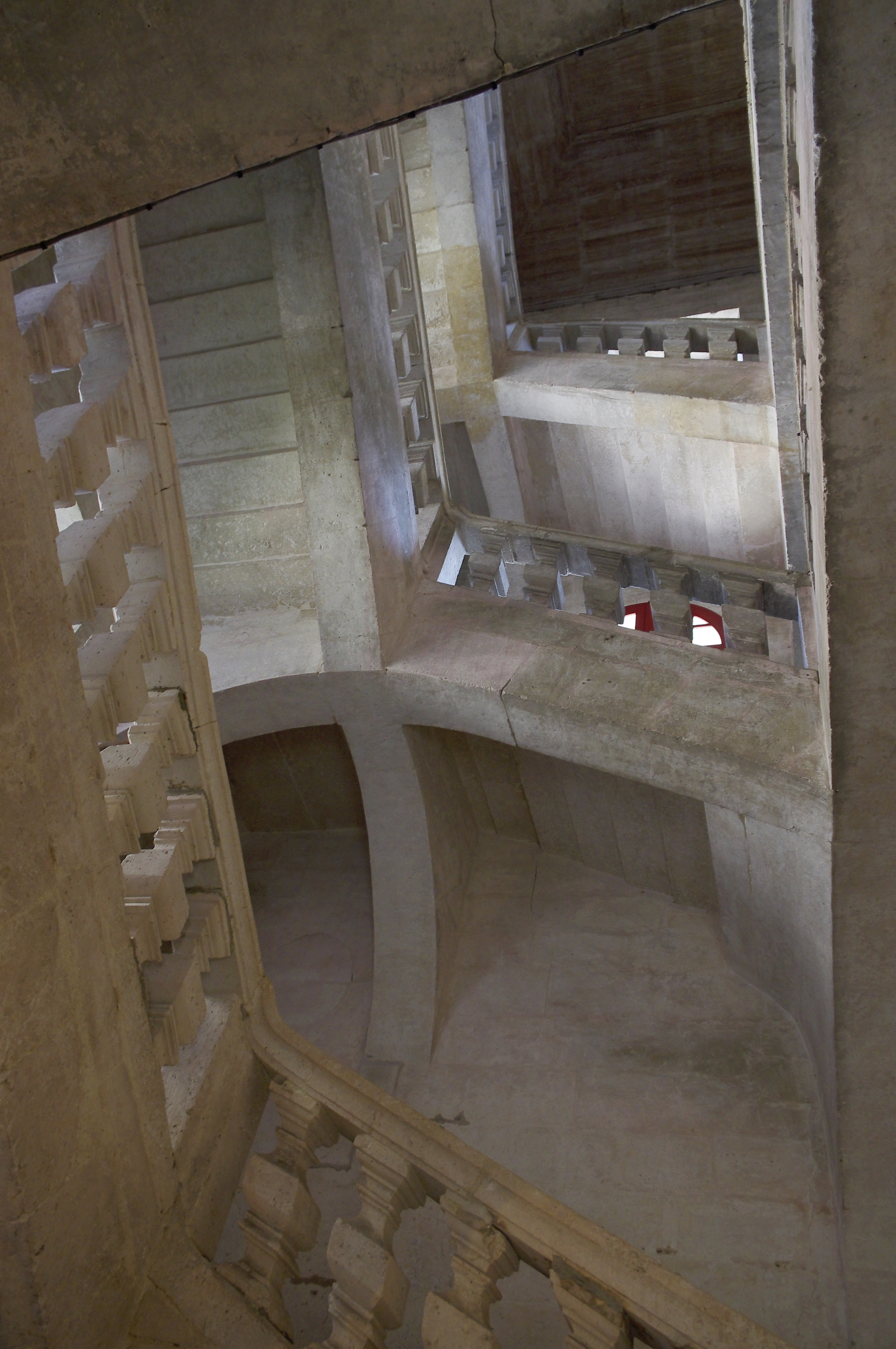
La scala Vauban
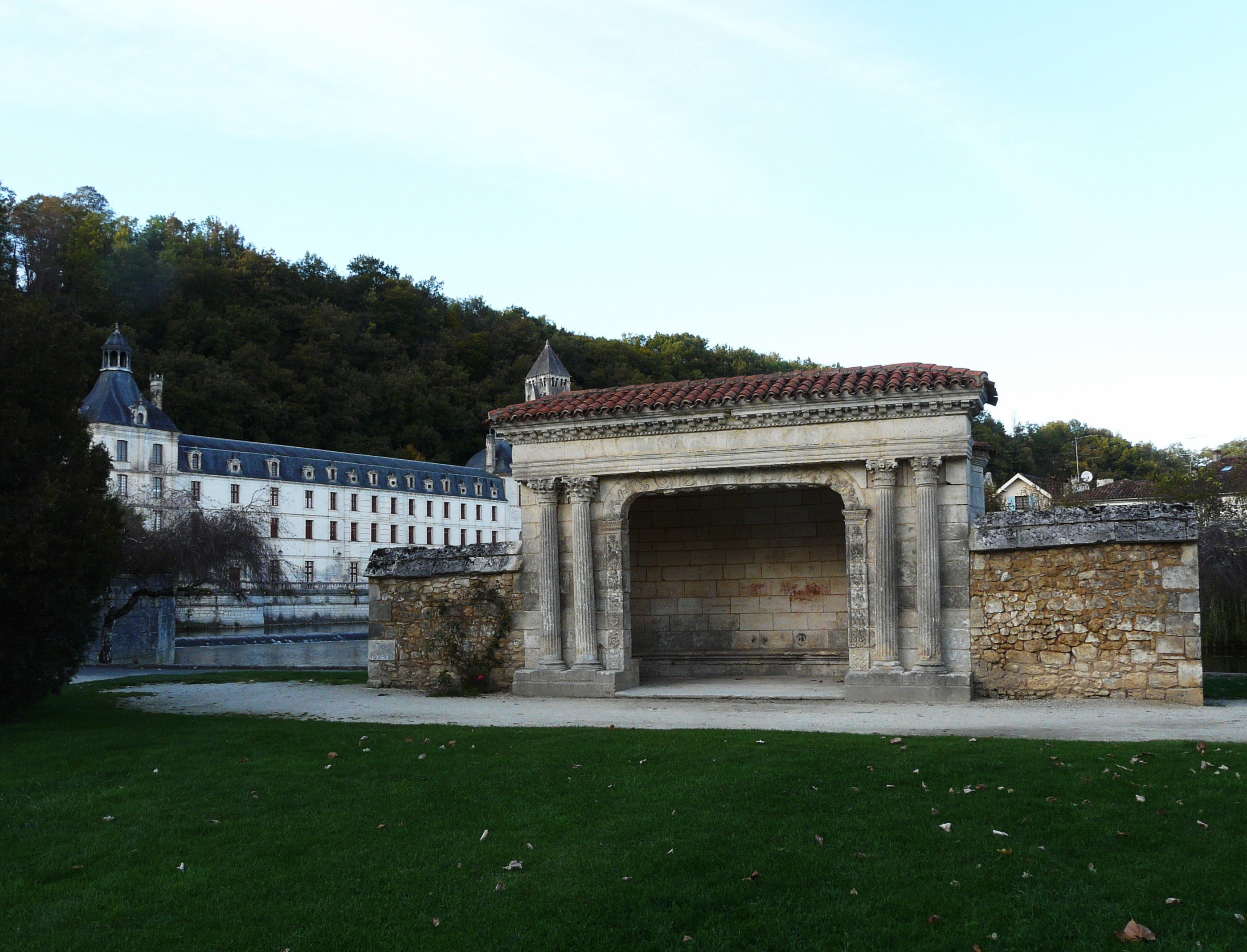
Uno dei tre repositori
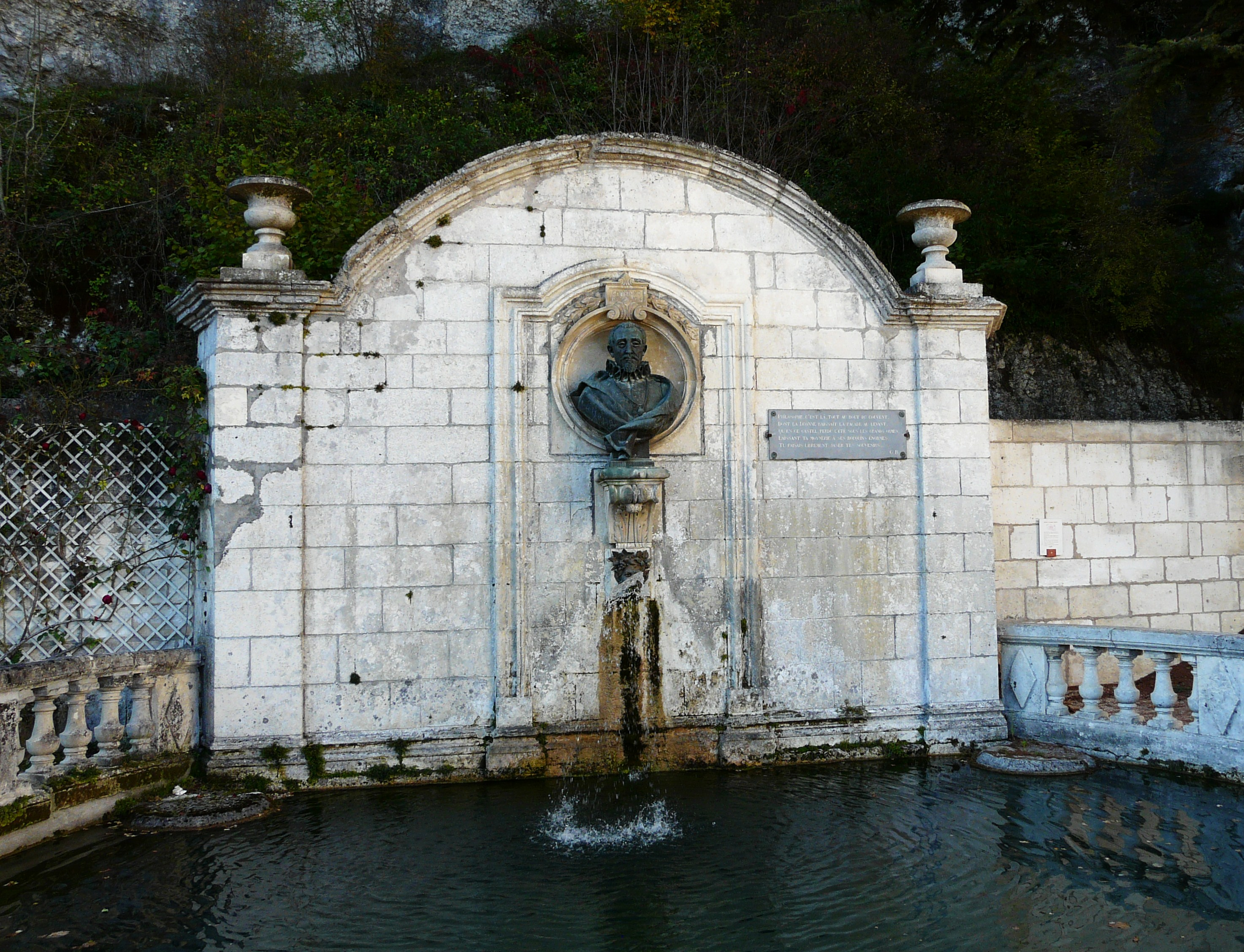
La fontana Medici, con il busto di Pierre de Bourdeille, detto Brantôme
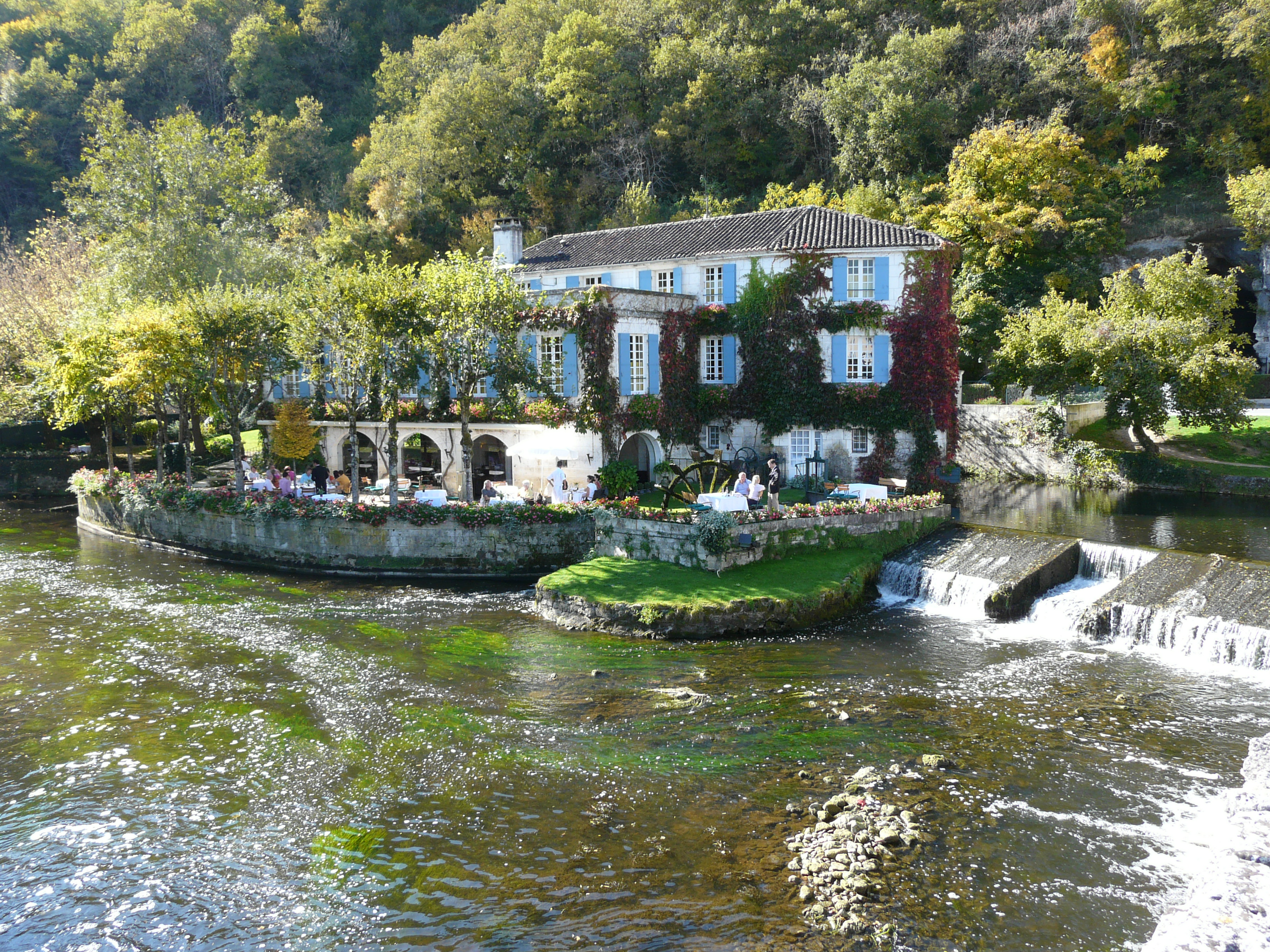
Il mulino dell'abbazia

### Grotte trogloditiche
Vestigia del primo monastero benedettino di Brantôme (VIII secolo) tagliate nella falesia calcarea e oggi in parte nascoste dagli edifici conventuali dell'abbazia. Nella falesia si possono ancora osservare resti di abitazioni e di luoghi di vita, modificati più volte da un millennio, delle piccionaie tagliate nella roccia calcarea, una fontana miracolosa dedicata a san Sicario, le cui reliquie sarebbero state offerte all'abbazia da Carlomagno e che sono ancora conservate nella chiesa abbaziale. Vi si trovano pure i resti di piscicukltura, ove si allevava novellame di salmoni. Una della grandi "grotte" (in effetti ampie camere trogloditiche scavate nel calcare), detta "Grotta del Giudizio universale" contiene due bassorilievi monumentali. La parte trogloditica dell'abbazia può essere visitata (senza guida che commenta, ma con la presenza di pannelli esplicativi), visita abbinata al Museo Fernand Desmoulin, che si trova di fronte alla falesia.

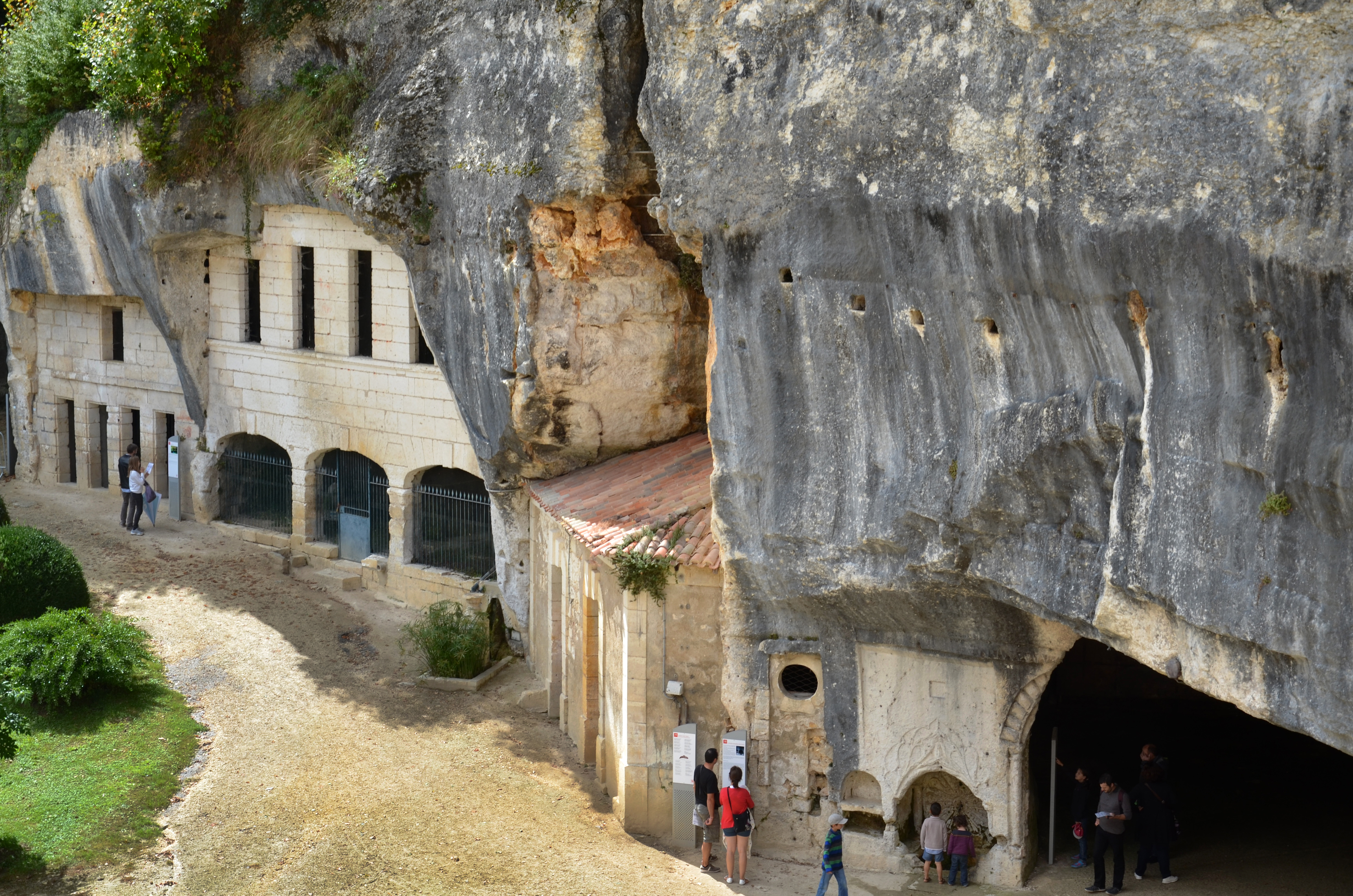
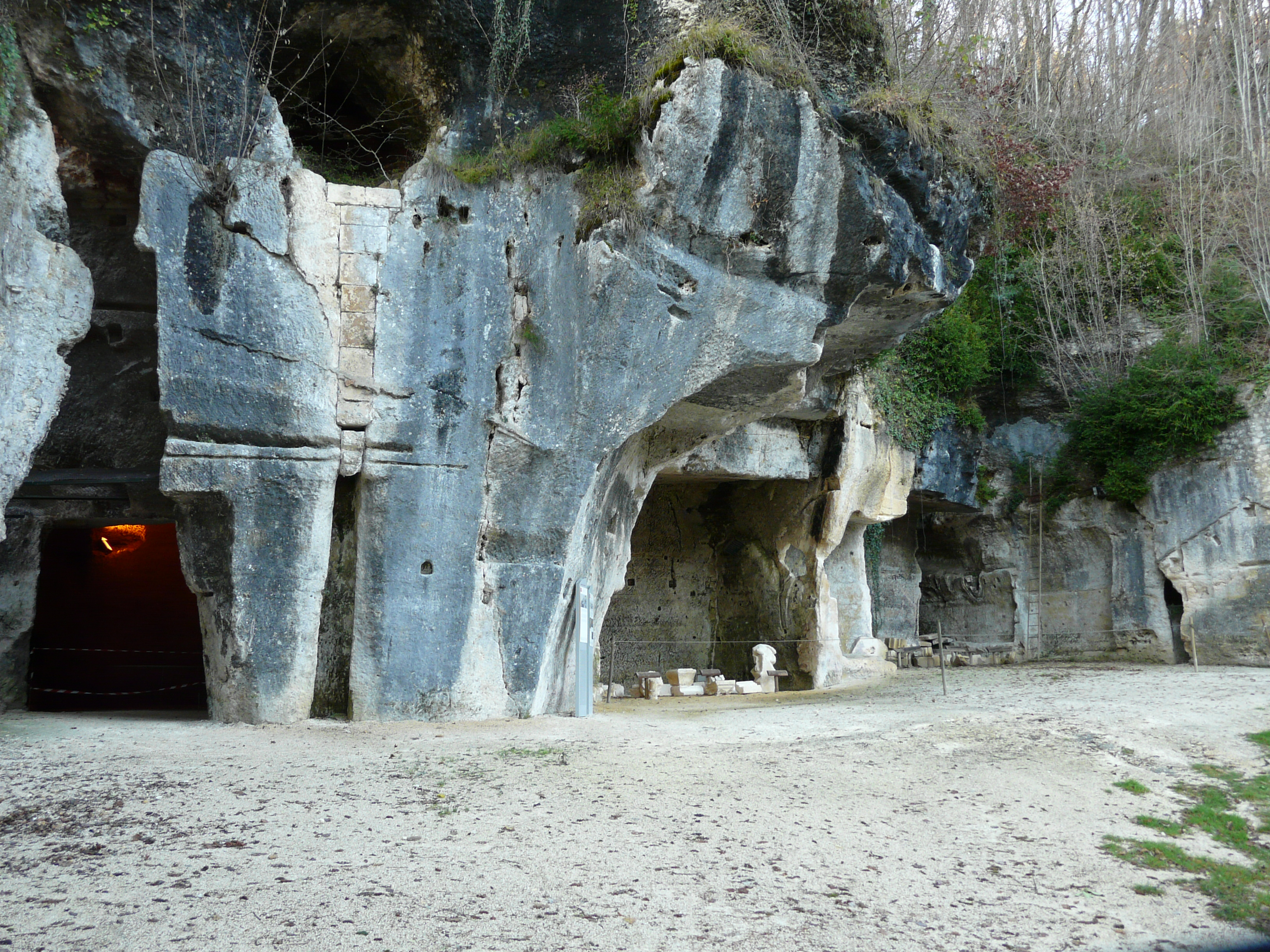
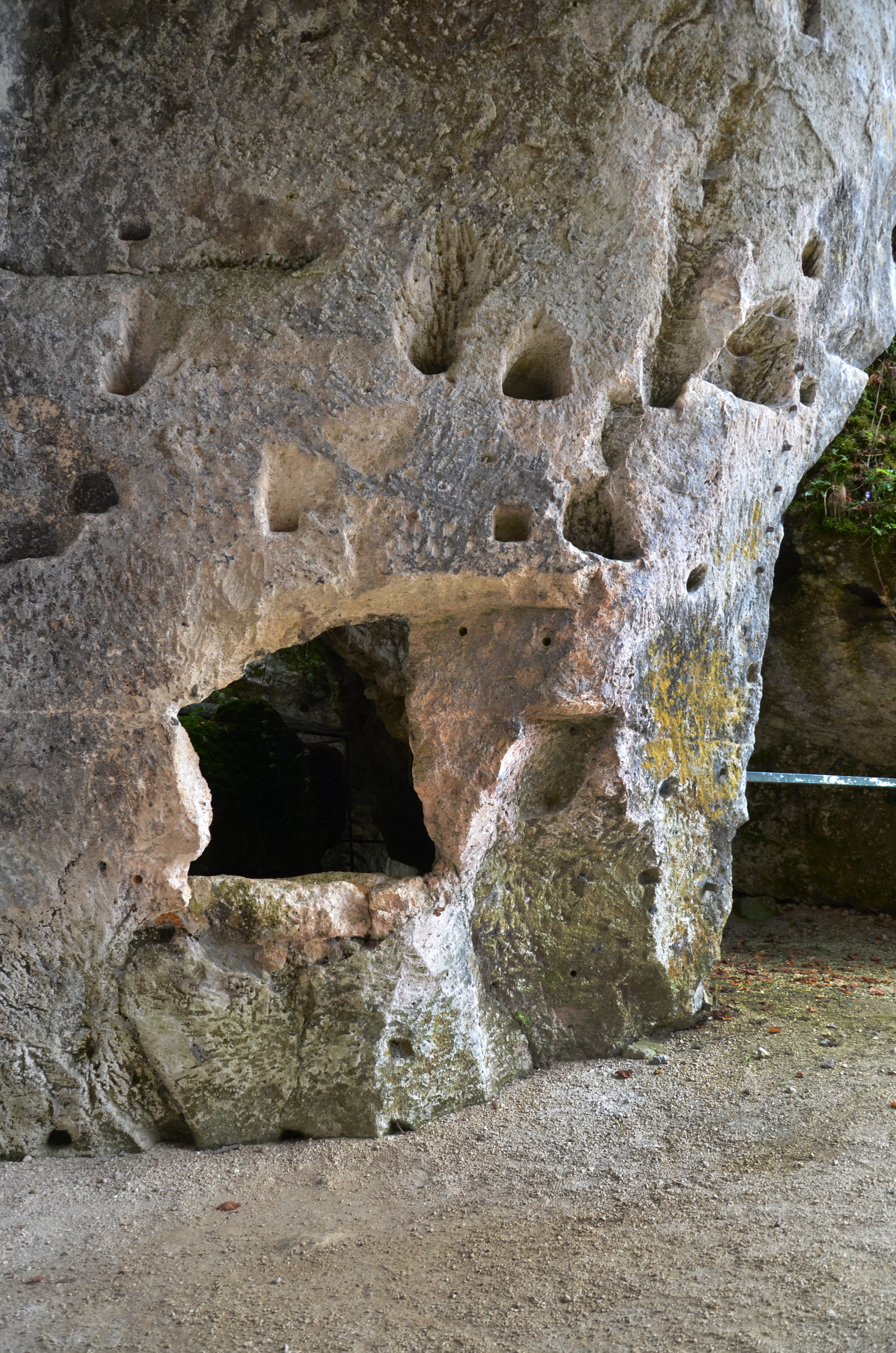
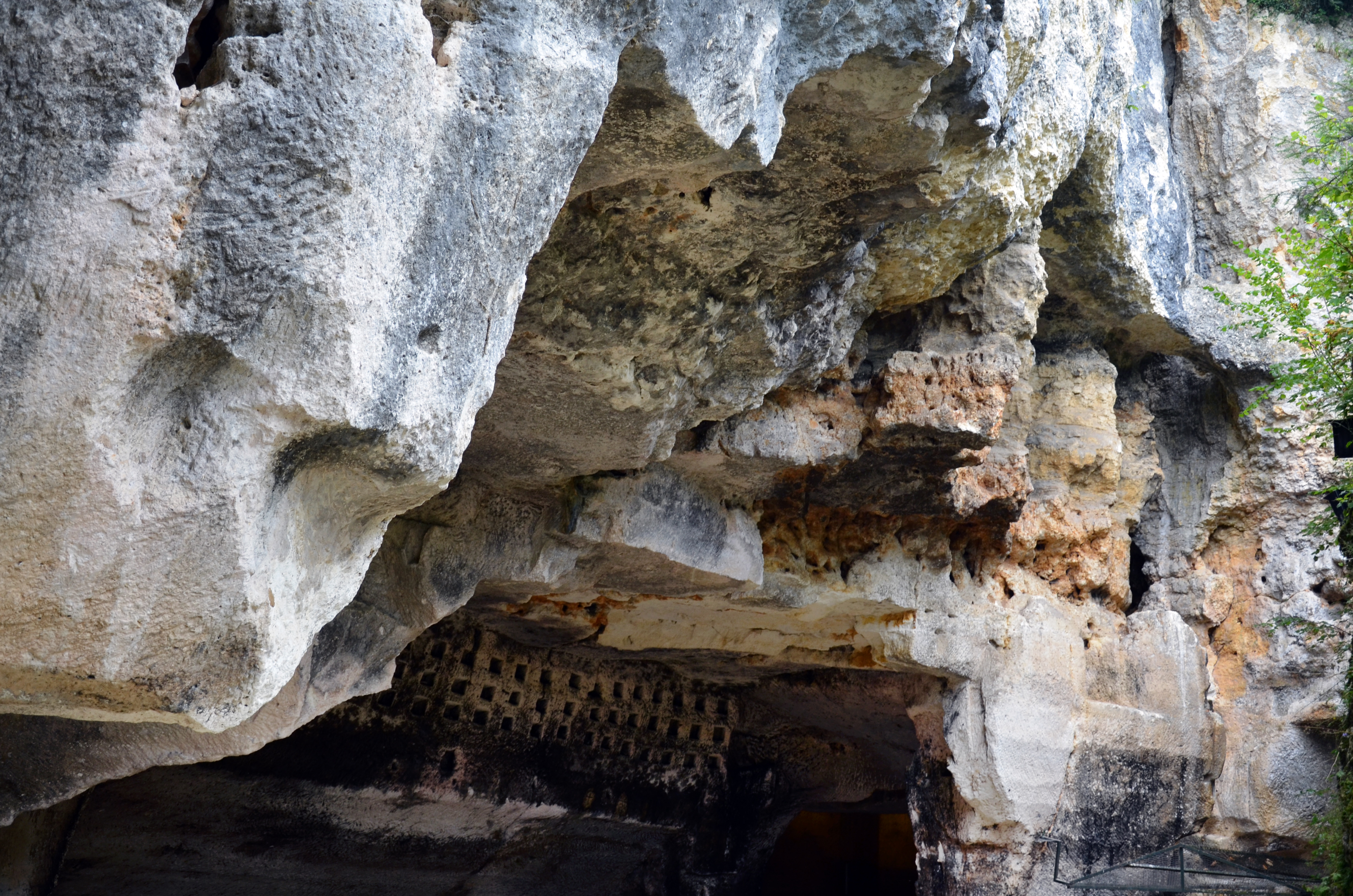
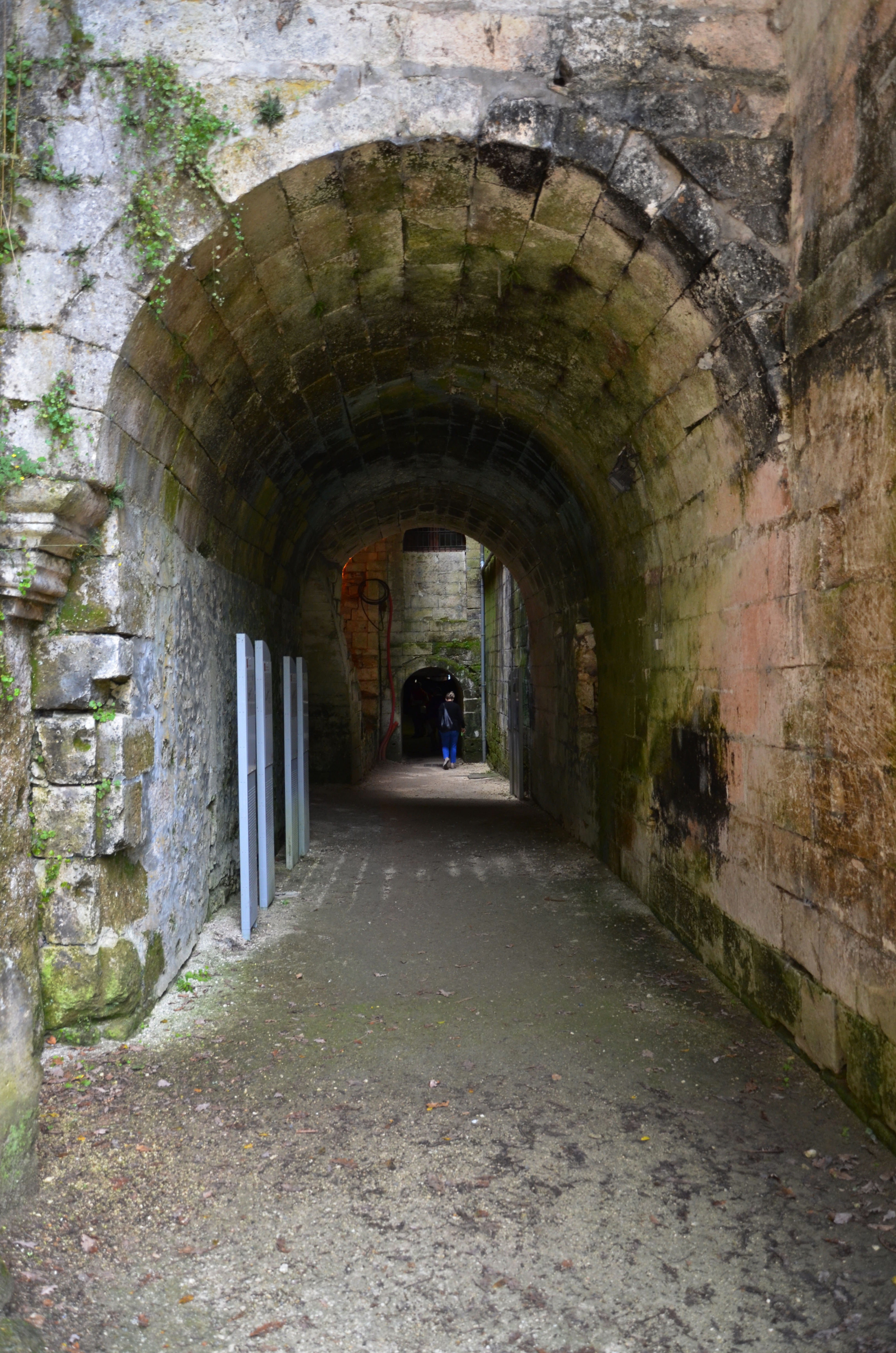
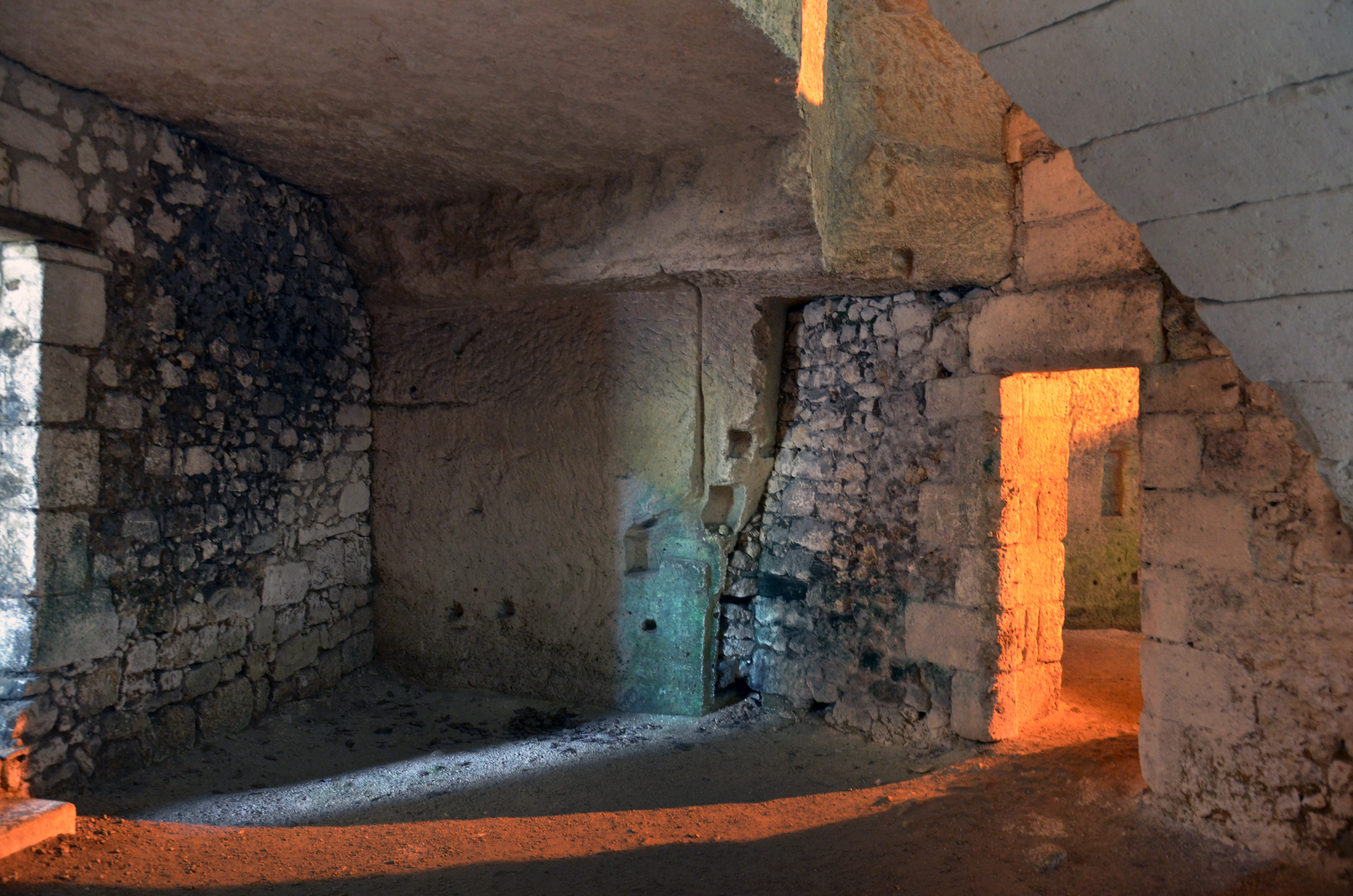
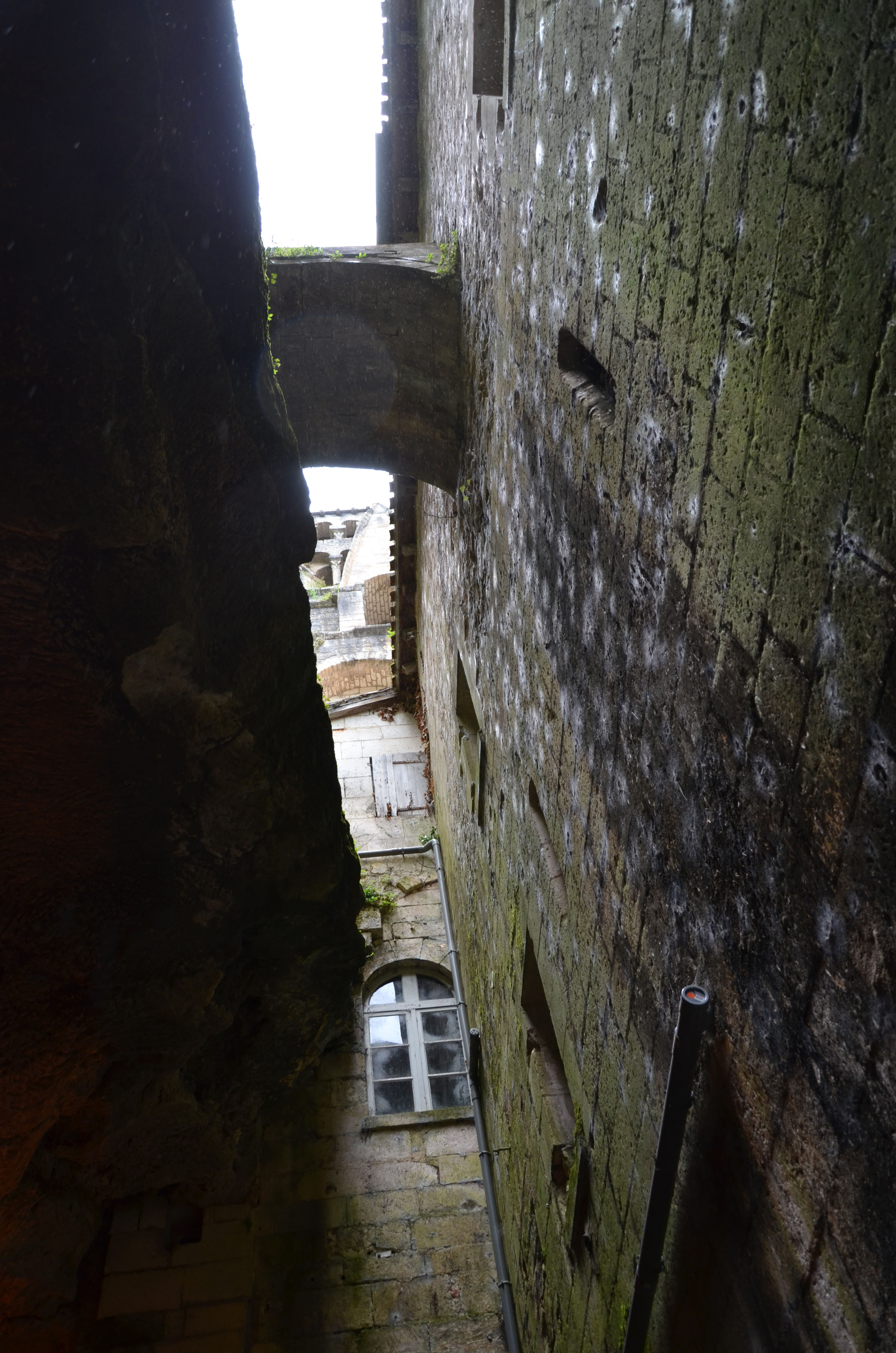
Corridoio
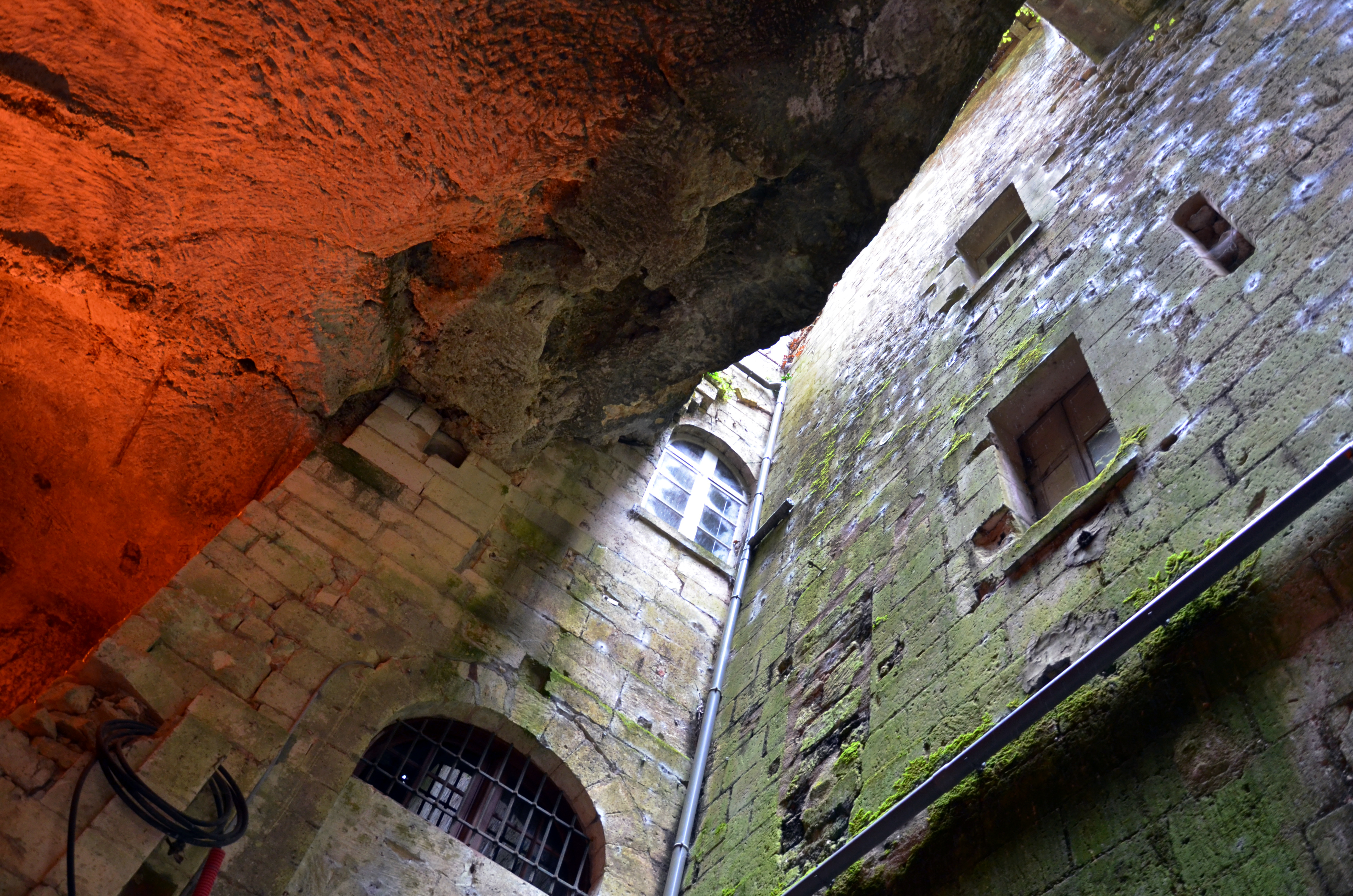
Vestigia del primo monastero benedettino

### La grotta del Giudizio Universale

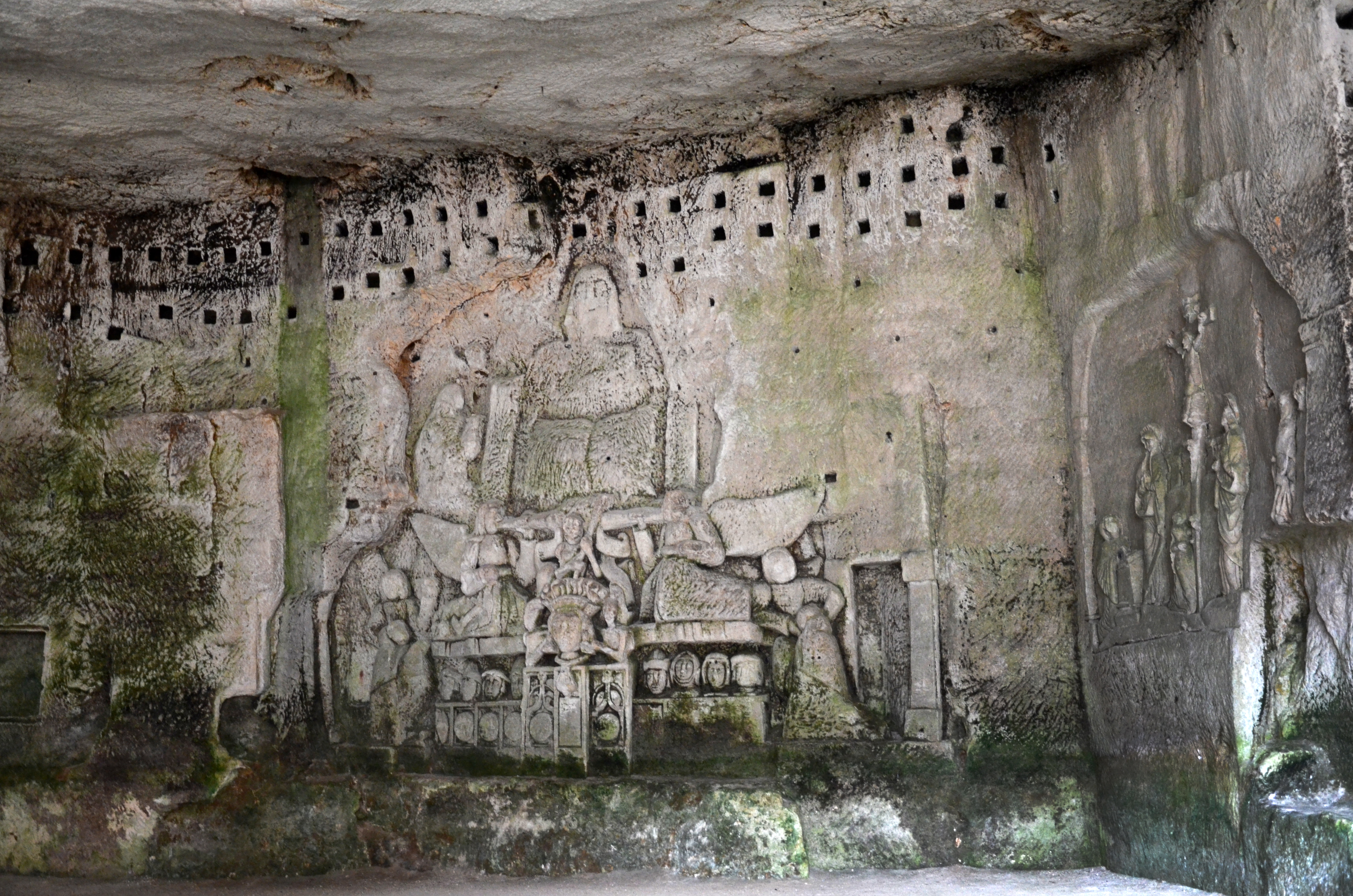
Grotta del Giudizio universale
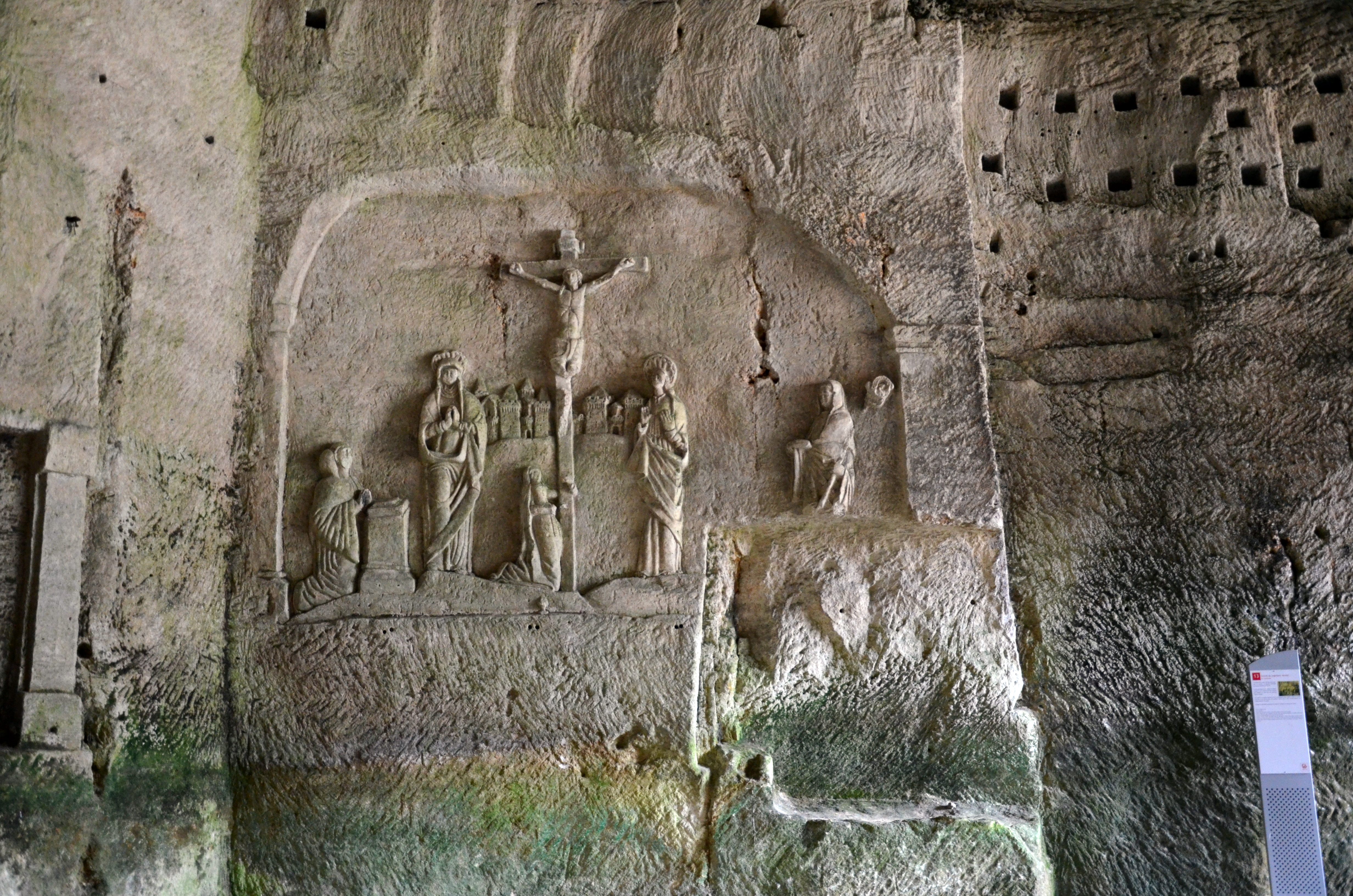
Crocifissione (bassorilievo)
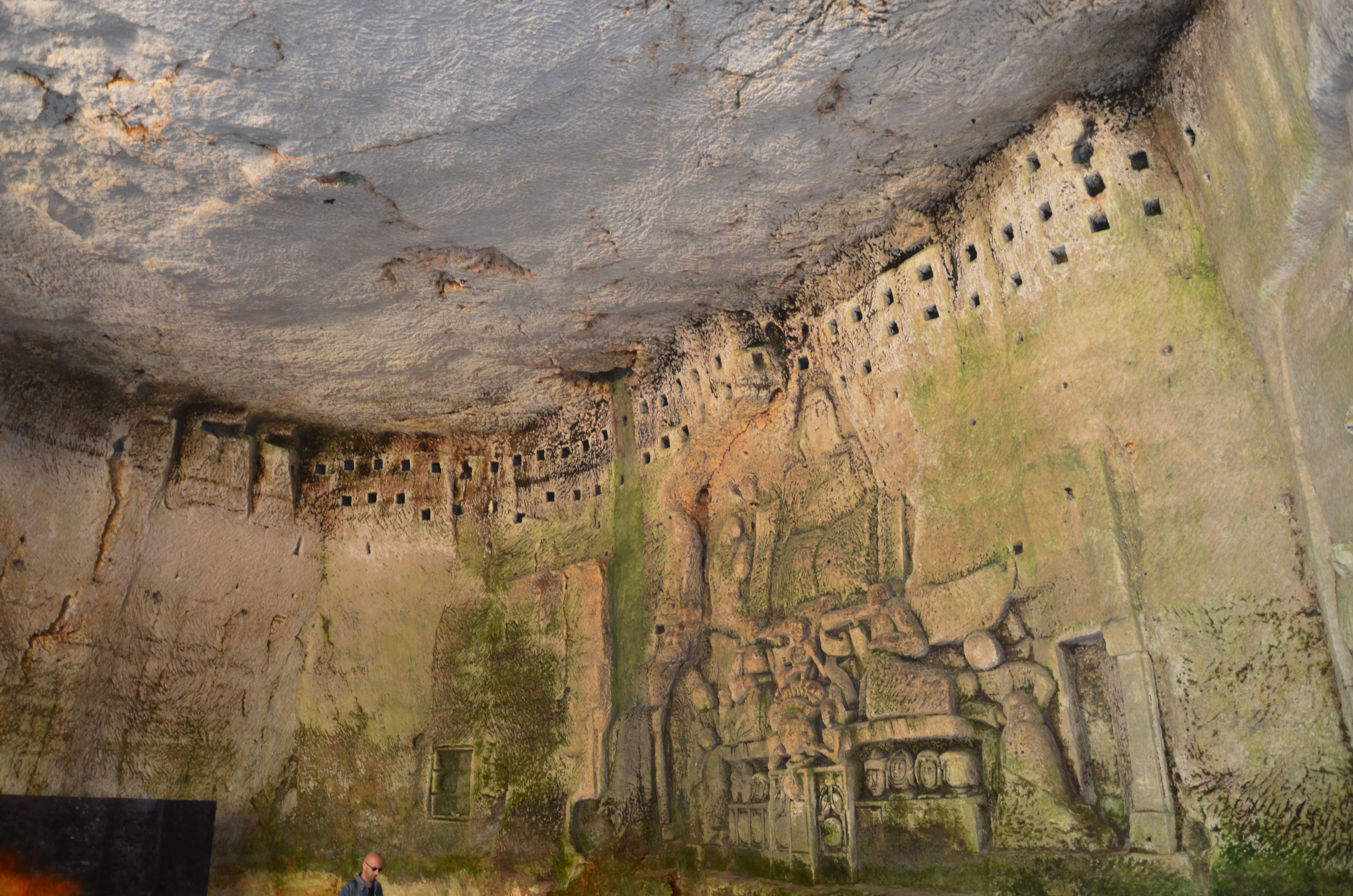
Grande bassorilievo
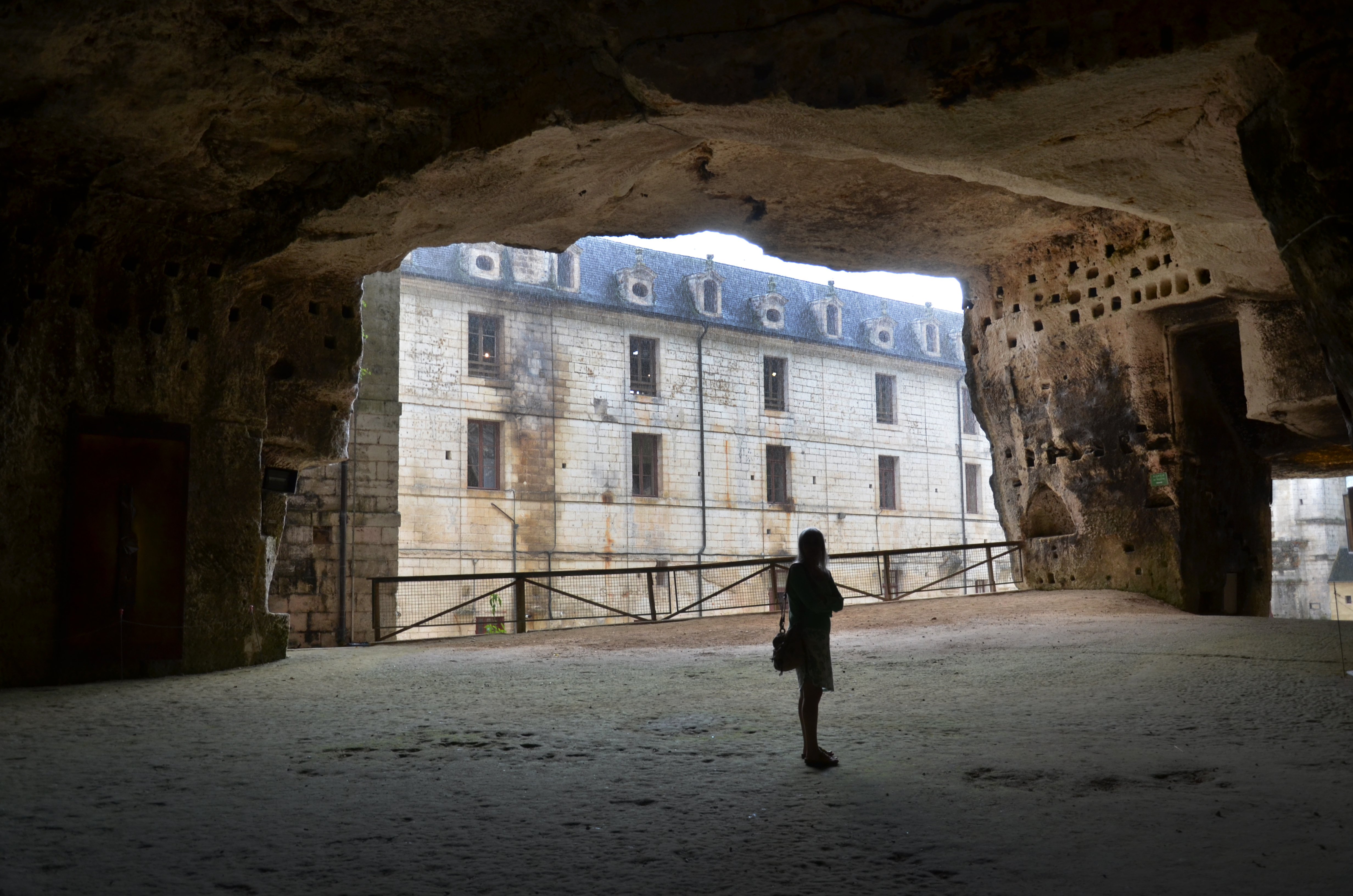
Veduta dell'ingresso